# Phénomènes météorologiques extrêmes en Roumanie
Les phénomènes météorologiques extrêmes sont les aléas constitutifs du risque climatique. En Roumanie, ces phénomènes sont étroitement liés aux orages, aux désertifications, aux pluies torrentielles, aux tempêtes de neige ou à d'autres manifestations météorologiques, moins fréquentes, aussi bien qu'aux activités anthropiques.

## Climat de la Roumanie

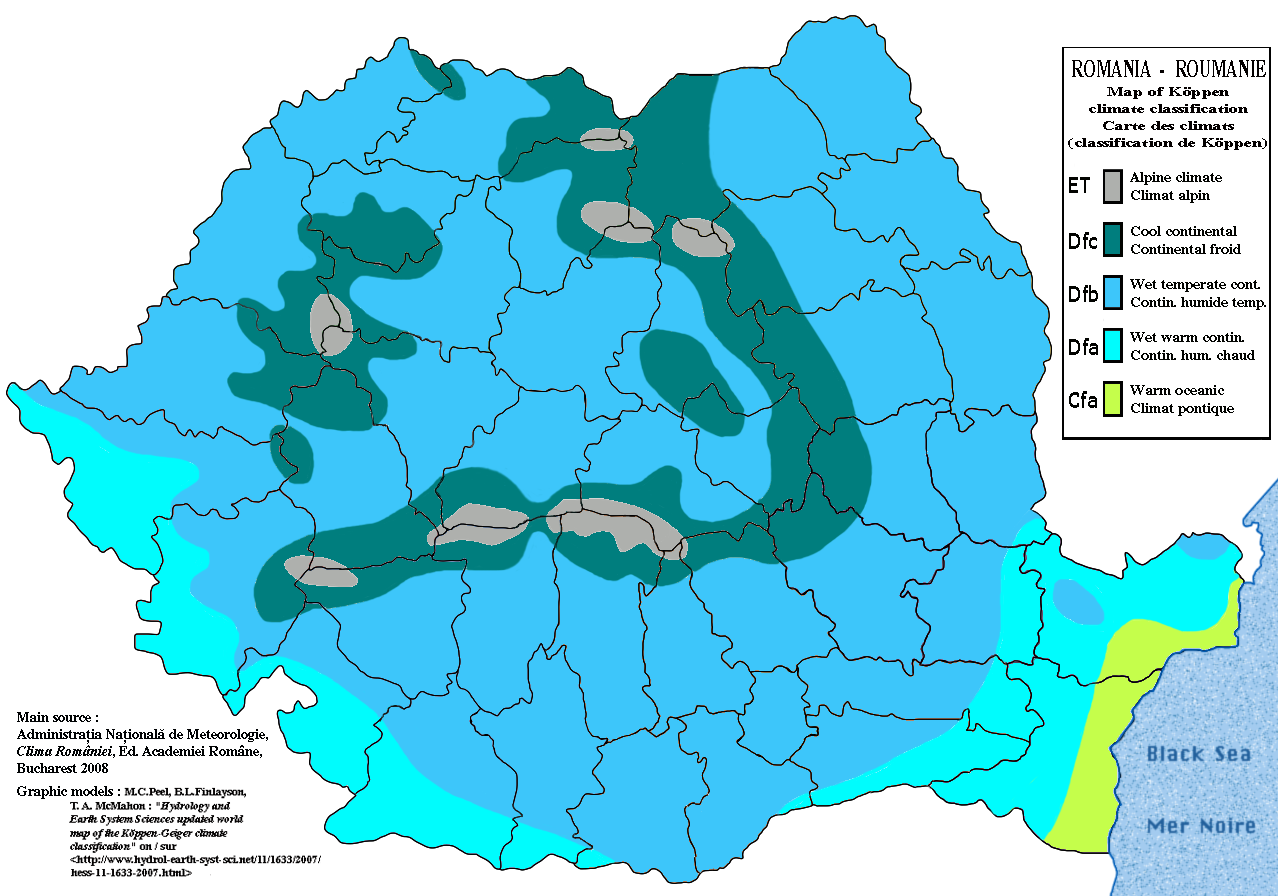
Le climat de la Roumanie selon la classification Köppen et selon Clima României, éd. de l'Académie roumaine, Bucarest 2008.

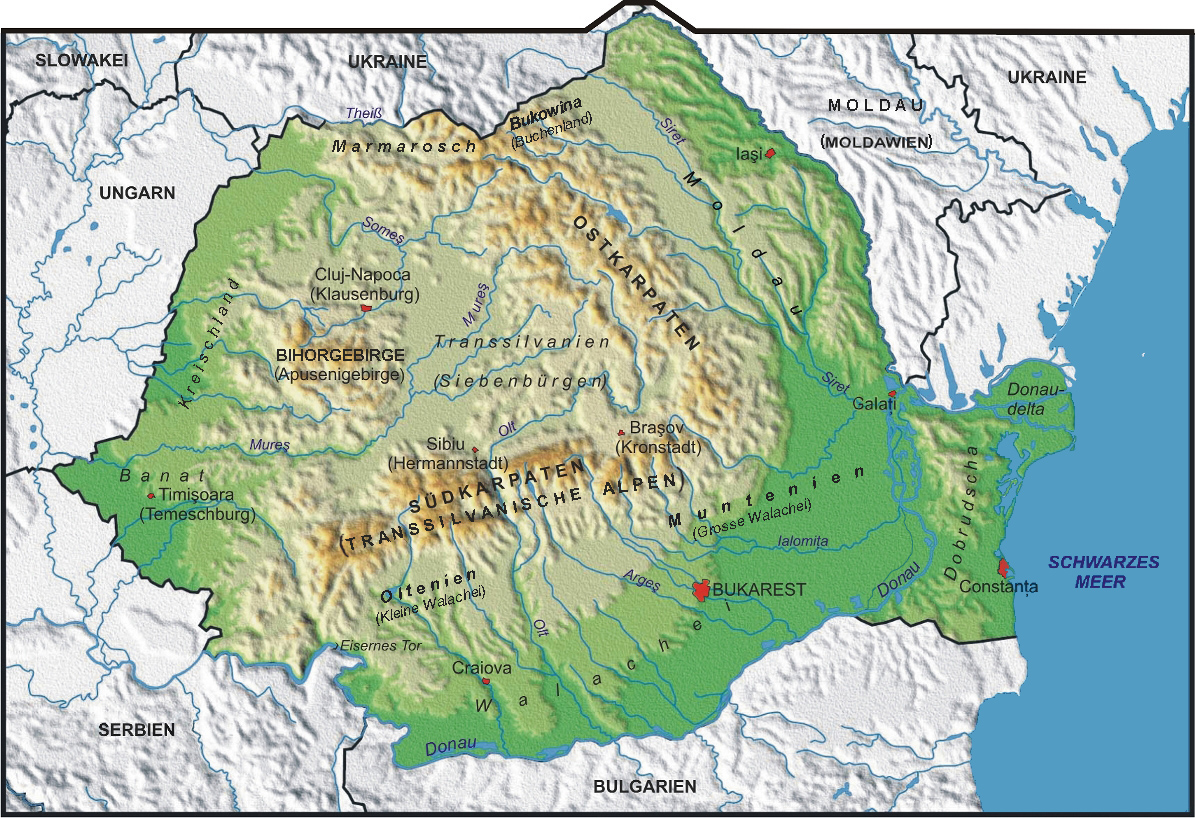
Carte physique et topographique de la Roumanie

La Roumanie se trouve en Europe de l'Est, ce qui lui confère un climat continental qui est plus accentué dans certaines régions, comme celle de Valachie (au Sud du pays) et de Moldavie (à l'Est du pays). En Transylvanie (Nord-Ouest) ou en Dobroudja (Sud-Est), le climat est plus tempéré. La Transylvanie est protégée grâce aux Carpates, tandis que la Dobroudja est fortement influencée par la Mer Noire.
La pluviométrie est surtout estivale (sous forme d'orages), mais il y a également de fortes précipitations en automne. La déforestation et un urbanisme très insouciant des considérations environnementales, ont accentué les contrastes, aussi bien thermiques que pluviométriques, de sorte que des alternances canicule/gel et sécheresse/inondations se sont mises en place. Les températures sont généralement plus élevées en ville : si, dans la « plaine valaque », la température moyenne en janvier est généralement de −8 °C et la température moyenne en juillet est de 24 °C, à Bucarest en revanche, où depuis quarante ans les constructions massives en béton et verre prolifèrent au détriment des zones pavillonnaires et des jardins, les moyennes sont plutôt de −2 °C en hiver, et de 29 °C en été, avec des pointes de plus en plus fréquentes à 35 °C, voire 40 °C.

## Données météorologiques

### Records absolus
La température minimale absolue a été de −38,5 °C, enregistrée près de Brașov en 1942. La température maximale absolue a été de 44,5 °C, enregistrée à Râmnicelu, Brăila, en 1951.

### Chances de Noël blanc en Roumanie
| Ville          | Pourcentage |
| -------------- | ----------- |
| Bucarest       | 75 %        |
| Iași           | 80 %        |
| Timișoara      | 70 %        |
| Cluj-Napoca    | 85 %        |
| Constanța      | 25 %        |
| Miercurea-Ciuc | 90 %        |
| Craiova        | 75 %        |
| Brașov         | 85 %        |
| Satu Mare      | 75 %        |

### Statistiques générales

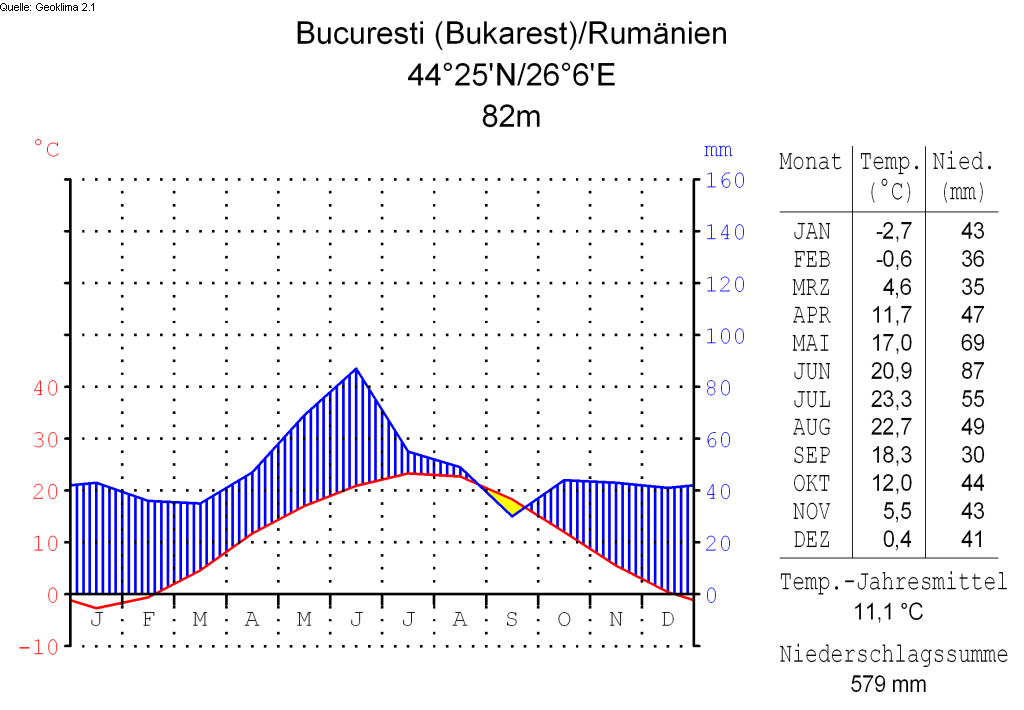
Températures et précipitations moyennes à Bucarest

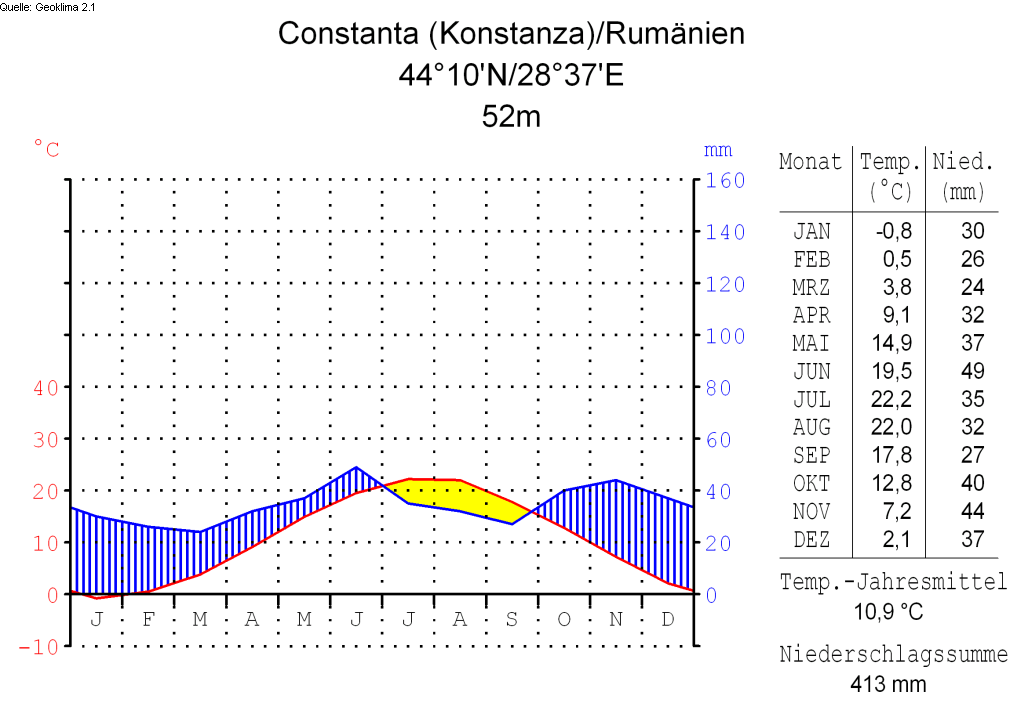
Températures et précipitations moyennes à Constanța

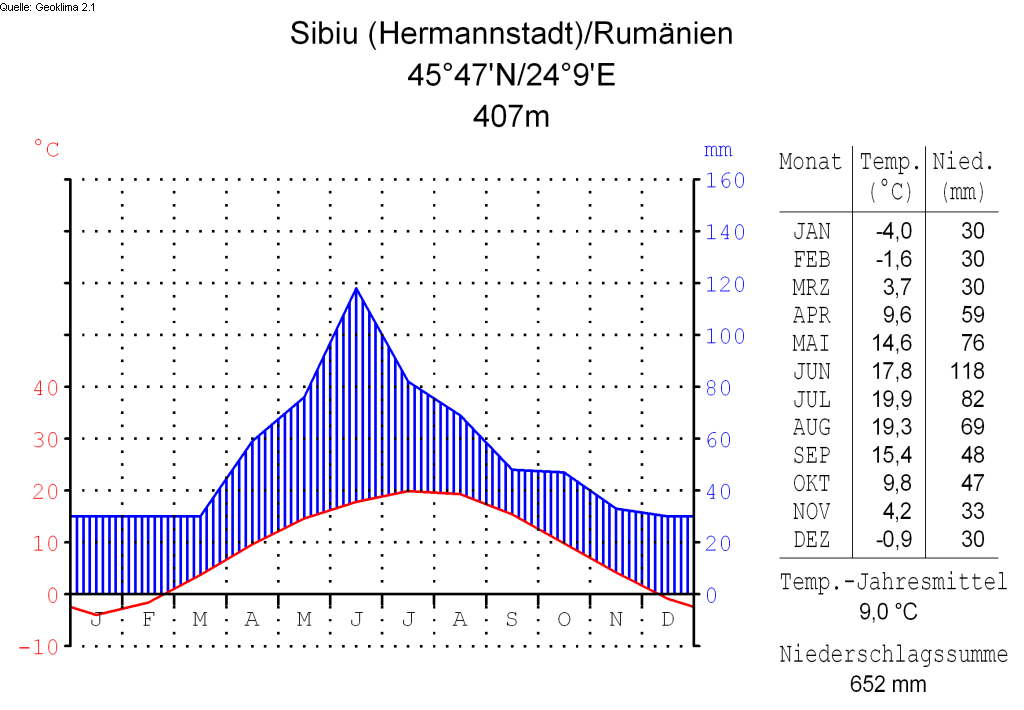
Températures et précipitations moyennes à Sibiu

| Mois                   | jan.  | fév. | mars  | avril | mai  | juin | jui. | août | sep. | oct.  | nov.  | déc.  | année |
| ---------------------- | ----- | ---- | ----- | ----- | ---- | ---- | ---- | ---- | ---- | ----- | ----- | ----- | ----- |
| Record de froid (°C)   | −38,5 | −38  | −31,4 | −26   | −16  | −12  | −8   | −7   | −15  | −21,3 | −30,8 | −34,5 | −38,5 |
| Record de chaleur (°C) | 22,2  | 26   | 32,8  | 35,5  | 40,8 | 42   | 44,3 | 44,5 | 43,5 | 39    | 30    | 23,3  | 44,5  |

| Mois                   | jan. | fév. | mars | avril | mai | juin | jui. | août | sep. | oct. | nov. | déc. | année |
| ---------------------- | ---- | ---- | ---- | ----- | --- | ---- | ---- | ---- | ---- | ---- | ---- | ---- | ----- |
| Record de froid (°C)   | −32  | −26  | −19  | −4    | 0   | 5    | 8    | 7    | 0    | −6   | −14  | −23  | −32   |
| Record de chaleur (°C) | 16   | 20   | 29   | 34    | 37  | 39   | 43   | 42   | 39   | 35   | 24   | 18   | 43    |
| Précipitations (mm)    | 40   | 36   | 38   | 47    | 70  | 77   | 64   | 58   | 42   | 32   | 49   | 43   | 595   |
| Humidité relative (%)  | 87   | 84   | 73   | 63    | 63  | 62   | 58   | 59   | 63   | 73   | 85   | 89   | 71,6  |

| Mois                   | jan.  | fév.  | mars | avril | mai  | juin | jui. | août | sep. | oct. | nov.  | déc.  | année |
| ---------------------- | ----- | ----- | ---- | ----- | ---- | ---- | ---- | ---- | ---- | ---- | ----- | ----- | ----- |
| Record de froid (°C)   | −35,3 | −29,2 | −20  | −5,2  | −5   | 2,2  | 5,9  | 5    | −1,9 | −6,8 | −15,4 | −24,8 | −35,3 |
| Record de chaleur (°C) | 17,4  | 20,5  | 28,2 | 32    | 34,5 | 38,4 | 39,6 | 41   | 39,7 | 33,8 | 27,1  | 20,2  | 41    |
| Précipitations (mm)    | 47    | 44    | 46   | 56    | 71   | 91   | 67   | 53   | 51   | 46   | 57    | 59    | 688   |
| Humidité relative (%)  | 91    | 87    | 81   | 80    | 77   | 79   | 74   | 75   | 76   | 85   | 92    | 89    | 82,2  |

| Mois                   | jan.  | fév. | mars  | avril | mai  | juin | jui. | août | sep. | oct.  | nov.  | déc.  | année |
| ---------------------- | ----- | ---- | ----- | ----- | ---- | ---- | ---- | ---- | ---- | ----- | ----- | ----- | ----- |
| Record de froid (°C)   | −24,7 | −25  | −12,8 | −4,5  | 1,8  | 6,4  | 7,6  | 8    | 1    | −12,4 | −11,7 | −18,6 | −25   |
| Record de chaleur (°C) | 18,3  | 24,5 | 30,8  | 31,9  | 36,9 | 36,9 | 38,5 | 36,8 | 34,8 | 31    | 26,5  | 21    | 38,5  |
| Précipitations (mm)    | 30    | 29   | 26    | 30    | 38   | 40   | 30   | 33   | 29   | 31    | 42    | 38    | 396   |

| Mois                   | jan.  | fév.  | mars | avril | mai  | juin | jui. | août | sep. | oct. | nov.  | déc.  | année |
| ---------------------- | ----- | ----- | ---- | ----- | ---- | ---- | ---- | ---- | ---- | ---- | ----- | ----- | ----- |
| Record de froid (°C)   | −33,2 | −32,5 | −22  | −8,4  | −3,5 | 0,4  | 5,2  | 3,5  | −3   | −8,8 | −22,3 | −27,9 | −34,2 |
| Record de chaleur (°C) | 14    | 19,3  | 26,6 | 30,2  | 32,5 | 36   | 38   | 38   | 33,7 | 32,6 | 26    | 18,7  | 38    |
| Précipitations (mm)    | 2     | 2     | 2    | 4     | 7    | 8    | 8    | 7    | 4    | 4    | 3     | 2     | 53    |

| Mois                   | jan. | fév. | mars | avril | mai | juin | jui. | août | sep. | oct. | nov. | déc. | année |
| ---------------------- | ---- | ---- | ---- | ----- | --- | ---- | ---- | ---- | ---- | ---- | ---- | ---- | ----- |
| Record de froid (°C)   | −27  | −27  | −17  | −4    | −1  | 4    | 4    | 6    | −3   | −8   | −22  | −21  | −27   |
| Record de chaleur (°C) | 17   | 22   | 25   | 27    | 31  | 34   | 37   | 38   | 34   | 28   | 18   | 18   | 38    |

| Mois                   | jan. | fév. | mars | avril | mai  | juin | jui. | août | sep. | oct. | nov. | déc. | année |
| ---------------------- | ---- | ---- | ---- | ----- | ---- | ---- | ---- | ---- | ---- | ---- | ---- | ---- | ----- |
| Record de froid (°C)   | −25  | −21  | −15  | −7    | −1   | 2    | 5    | 4    | 0    | −11  | −12  | −17  | −25   |
| Record de chaleur (°C) | 18   | 18   | 26   | 28    | 32   | 34   | 38   | 37   | 36   | 30   | 21   | 17   | 38    |
| Précipitations (mm)    | 22,8 | 18,9 | 22,7 | 41,5  | 39,4 | 63,2 | 44,9 | 39,7 | 40   | 28,2 | 29,6 | 31,3 | 422,2 |

| Mois                   | jan.  | fév.  | mars  | avril | mai  | juin | jui. | août | sep. | oct. | nov.  | déc.  | année |
| ---------------------- | ----- | ----- | ----- | ----- | ---- | ---- | ---- | ---- | ---- | ---- | ----- | ----- | ----- |
| Record de froid (°C)   | −31,8 | −26,4 | −24,7 | −11,1 | −2,1 | 1,2  | 4,2  | 1    | −3,6 | −9,4 | −18,7 | −26,7 | −31,8 |
| Record de chaleur (°C) | 17,8  | 21,3  | 28,2  | 29,9  | 32,2 | 35,4 | 38,3 | 39   | 33,6 | 31,7 | 25,9  | 17,8  | 39    |
| Précipitations (mm)    | 28    | 26    | 31    | 54    | 78   | 99   | 86   | 68   | 51   | 42   | 34    | 30    | 627   |

| Mois                   | jan. | fév. | mars | avril | mai  | juin | jui. | août | sep. | oct. | nov. | déc. | année |
| ---------------------- | ---- | ---- | ---- | ----- | ---- | ---- | ---- | ---- | ---- | ---- | ---- | ---- | ----- |
| Record de froid (°C)   | −6,9 | −4,8 | −0,8 | 5,2   | 10,4 | 13,7 | 15   | 14,3 | 10,7 | 5,5  | 1,1  | −3,4 | −6,9  |
| Record de chaleur (°C) | −0,1 | 2,1  | 8,1  | 16,5  | 22,4 | 25,3 | 26,8 | 26,6 | 22,7 | 16,1 | 8,4  | 2,7  | 26,8  |
| Précipitations (mm)    | 32   | 32   | 31   | 53    | 63   | 101  | 83   | 56   | 48   | 25   | 35   | 31   | 589   |

## Historique des changements climatiques en Roumanie

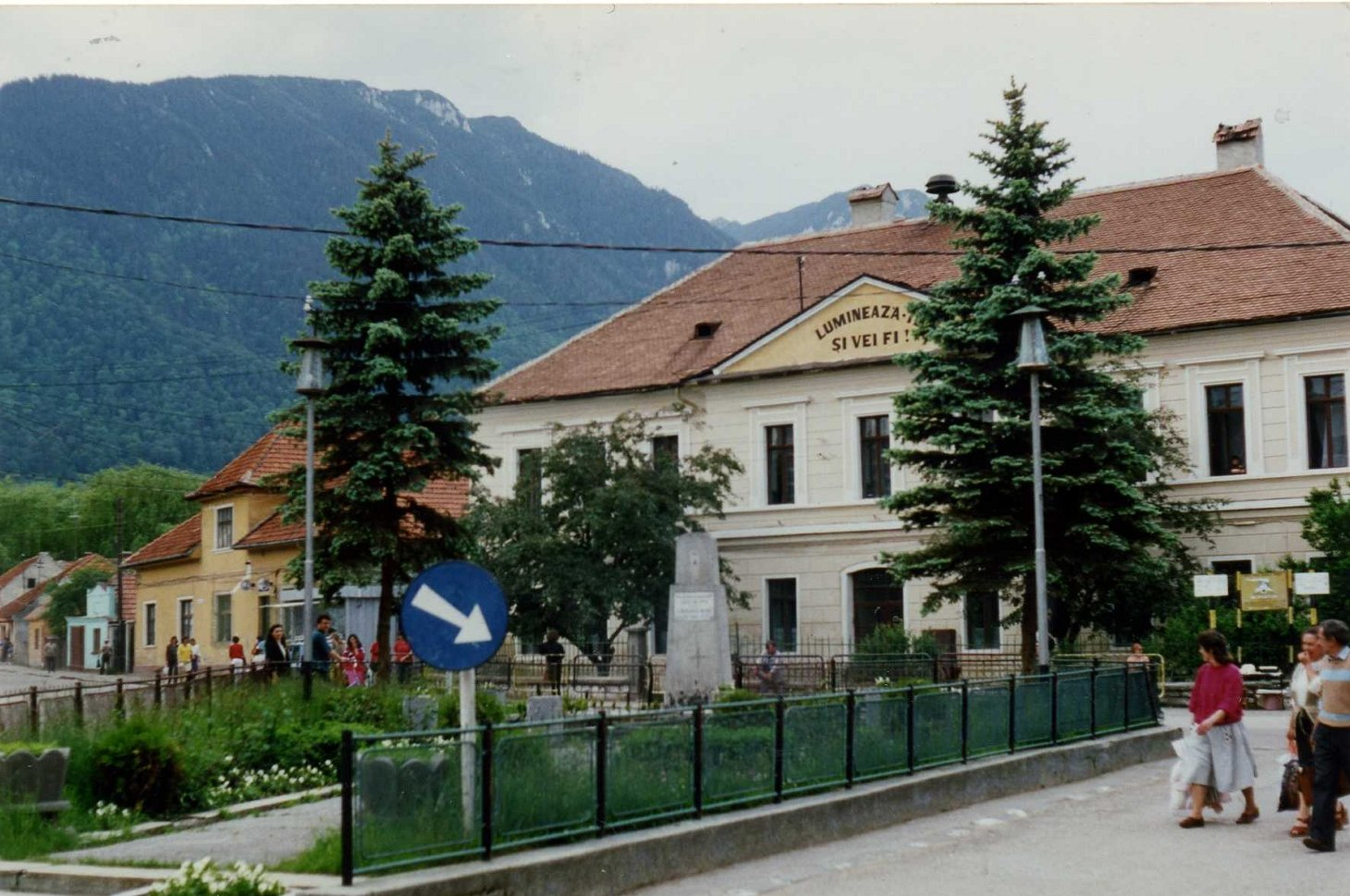
La place centrale de Zărnești en 1994, bien végétalisée, atténuant les contrastes climatiques

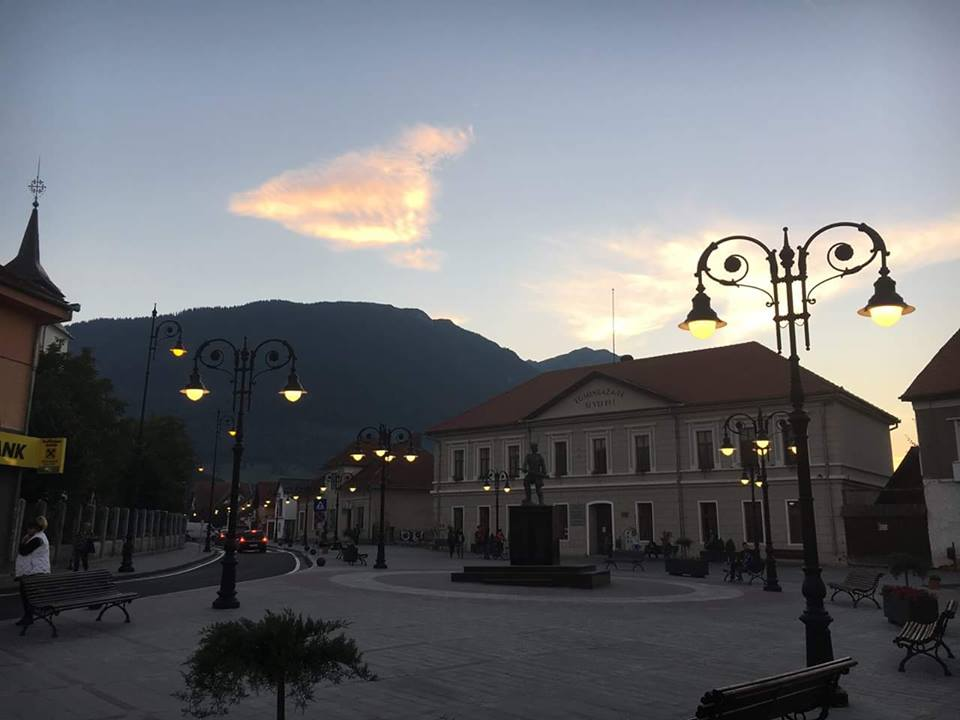
Même place au XXIe siècle, sans square ni arbres, torride l'été, glaciale l'hiver

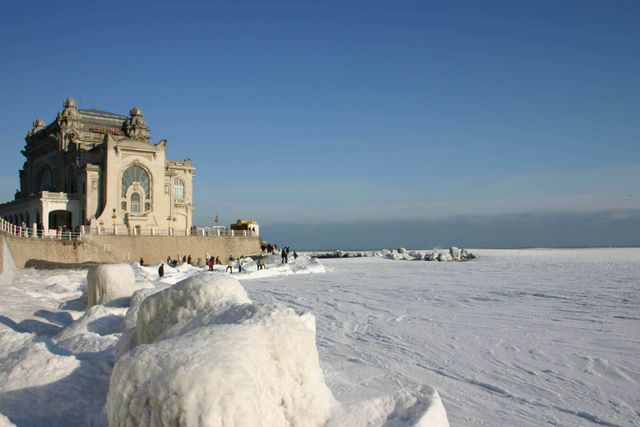
La mer Noire gelée, l'hiver 2006 autour du casino de Constanța

À travers le temps, le climat ne cesse d'évoluer en Roumanie pour deux raisons :
- la première, naturelle, est le caractère cyclique du climat continental contrasté aux étés caniculaires propices aux orages puissants, aux saisons intermédiaires fort pluvieuses, et aux hivers froids et neigeux qui font geler le Danube, ses affluents et parfois même la mer Noire, tandis que le « crivatz » accumule des congères ;
- la seconde, anthropique, tient à l'accentuation de ces contrastes en raison de la déforestation, de la réduction des espaces verts et du nombre d'arbres en ville, de l'usage intensif du béton et du verre en architecture, des constructions qui se multiplient en zone inondable, de l'érosion des berges, de l'assèchement des zones humides, du développement de l'usage des véhicules à moteur depuis le milieu du XXe siècle, ainsi qu'au réchauffement climatique global qui, dans différentes zones de la Roumanie, provoque un début de désertification, notamment en Valachie et en Dobroudja[1]; d'autre part, on constate de plus en plus souvent des inondations annuelles.

Récemment, les inondations du printemps 2014 consécutives à la tempête Yvette (dépression météorologique touchant plusieurs régions de l'Europe de l'Est) ont marqué la troisième inondation majeure en Roumanie depuis le début du XXIe siècle. L'assèchement des zones humides d'absorption des crues dans le dernier tiers du XXe siècle, a mené à l'isolement de 8 000 personnes, provoqué des dizaines de morts et inondé 2 000 hectares de cultures,,.

### Les plus froids hivers en Roumanie (XIXeetXXesiècles)
En 1880 le Danube a été complètement gelé pendant l'hiver (durant 101 jours). En ce temps-là, le Danube et le Delta du Danube sont restés gelés jusqu'à la fin mars. Une autre année difficile a été en 1863, quand la rivière a été gelée depuis les premiers jours de décembre jusqu'à la fin février.
Selon le TVR, les hivers de 1929, 1942, 1954, 1967 et 2012 ont été les plus difficiles en Roumanie, avec les températures les plus basses et les grandes quantités de neige qui sont tombées.

### Hiver 1929
En 1929, la première vague de grand froid est arrivée à la fin de la période « normale » de l'hiver (mi-février 1929), lorsque les températures ont atteint -30 degrés Celsius dans les montagnes de Bârsa, tandis que dans la capitale, il y avait -24 degrés Celsius. En ce qui concerne le sud du pays, à Constanța il y avait -25 degrés Celsius et la mer Noire a gelé.

### Hiver 1941-1942
L'hiver 1941-1942 est considéré comme l'hiver le plus froid du XXe siècle en Roumanie. Pendant cet hiver-là, beaucoup de stations météorologiques ont enregistré longuement (plus de cinq moins consécutifs) des températures négatives. D'ailleurs, pendant la nuit du 24 au 25 janvier 1942, la température est descendue au-dessous de -30 degrés Celsius dans 27 stations météorologiques, culminant avec le minimum absolu de Roumanie, moins de -38 degrés Celsius (enregistrée aux alentours de Brașov en mai).

### Hiver 1954: Bucarest, prisonnier de la grande tempête de neige
La grande tempête, pendant la première semaine du février de 1954, est connue comme la tempête qui a gelé la Roumanie, notamment la capitale. Les rafales de vent ont atteint 126 kilomètres à l'heure dans la capitale, les congères ont atteint même cinq mètres de hauteur dans le sud-est. Les tramways sont restés immobilisés pendant plusieurs jours dans des tas de neige, et l'armée a été mobilisée pour nettoyer les rues. À cause de cet événement, on a importé les premières machines spéciales pour nettoyer la neige, d'une usine de l'Union des républiques socialistes soviétiques (U.R.S.S.). Les gens sont descendus dans les rues pour aider l'armée; femmes, fonctionnaires et ouvriers inclus.

### Janvier et février 1966
Lors de la tempête de neige de 4-7 janvier 1966, à Iași, la vitesse du vent q été près de 200 km/h et les températures ont descendu bien au-dessous de -20 degrés Celsius, selon rtv.net.

### La tornade de Făcăeni
La tornade la plus forte en Roumanie, jusqu'à présent, de degré F3 sur échelle de Fujita, est la tornade de Făcăeni produite le 12 aout 2002 dans le département de Ialomița. Une tornade F3 est une tornade sévère avec des vitesses du vent comprises entre 252 et 330 km/h. Ceci a été causé par la différence thermique entre deux types d'air : un type d'air froid (d'origine polaire) et l'autre tropicale, types d'air qui ont traversé le pays pendant cette période de temps. Les effets de la tornade dans la commune de Făcăeni qui se sont produits pendant 2 minutes ont été: 33 maisons complètement détruites, 395 maisons partiellement détruites, 14 personnes grièvement blessées, trois morts, 1 000 personnes affectées et 120 ha de forêt d'acacias détruite en arrachant les arbres,.

### Orages et intempéries (2005-2009)
Dans la première partie de l'année 2005, on a enregistré des inondations à la suite de différents orages ou intempéries, notamment dans le centre-nord du pays, y compris le județ de Bihor. Le 17 août 2005, partant des alentours d'Oradea, un orage a provoqué d'importantes inondations dans le sud de la Roumanie dans les semaines suivantes,,.
En 2009, à Bucarest, à cause de plusieurs précipitations orageuses provenant de la mer Égée, précipitations qui ont touché le sud de la Roumanie, le trafic aérien et le transport routier ont été bloqués. Beaucoup d'arbres sont tombés et des victimes ont été hospitalisées,.

### Inondations, canicules et vagues de froid (2005-2013)

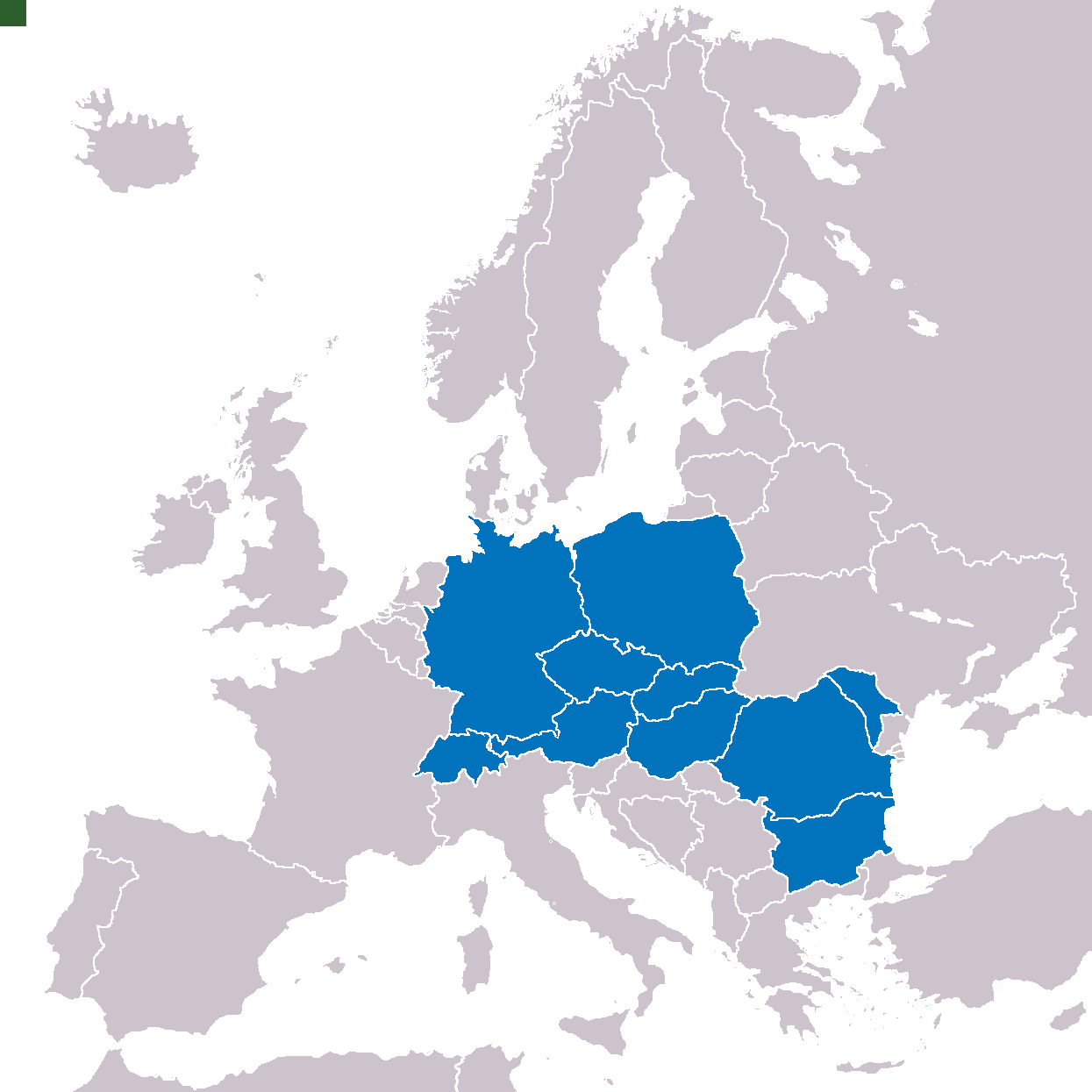
Pays touchés par les inondations de 2005 en Europe centrale et de l'est

En Roumanie, à cause du réchauffement climatique, on a identifié plusieurs phénomènes météorologiques extrêmes. Les plus importants événements climatiques qui ont favorisé la modification récente du climat de la Roumanie sont :
- Les inondations européennes de 2005 : confrontée aux inondations les plus puissantes et les plus étendues, la Roumanie a été le pays le plus touché par les inondations de 2005 en Europe. Le bilan compte le plus grand nombre de victimes, avec 31 morts. On estime le total des dommages à plus de 5 milliards de lei (1,5 milliard d'euros).

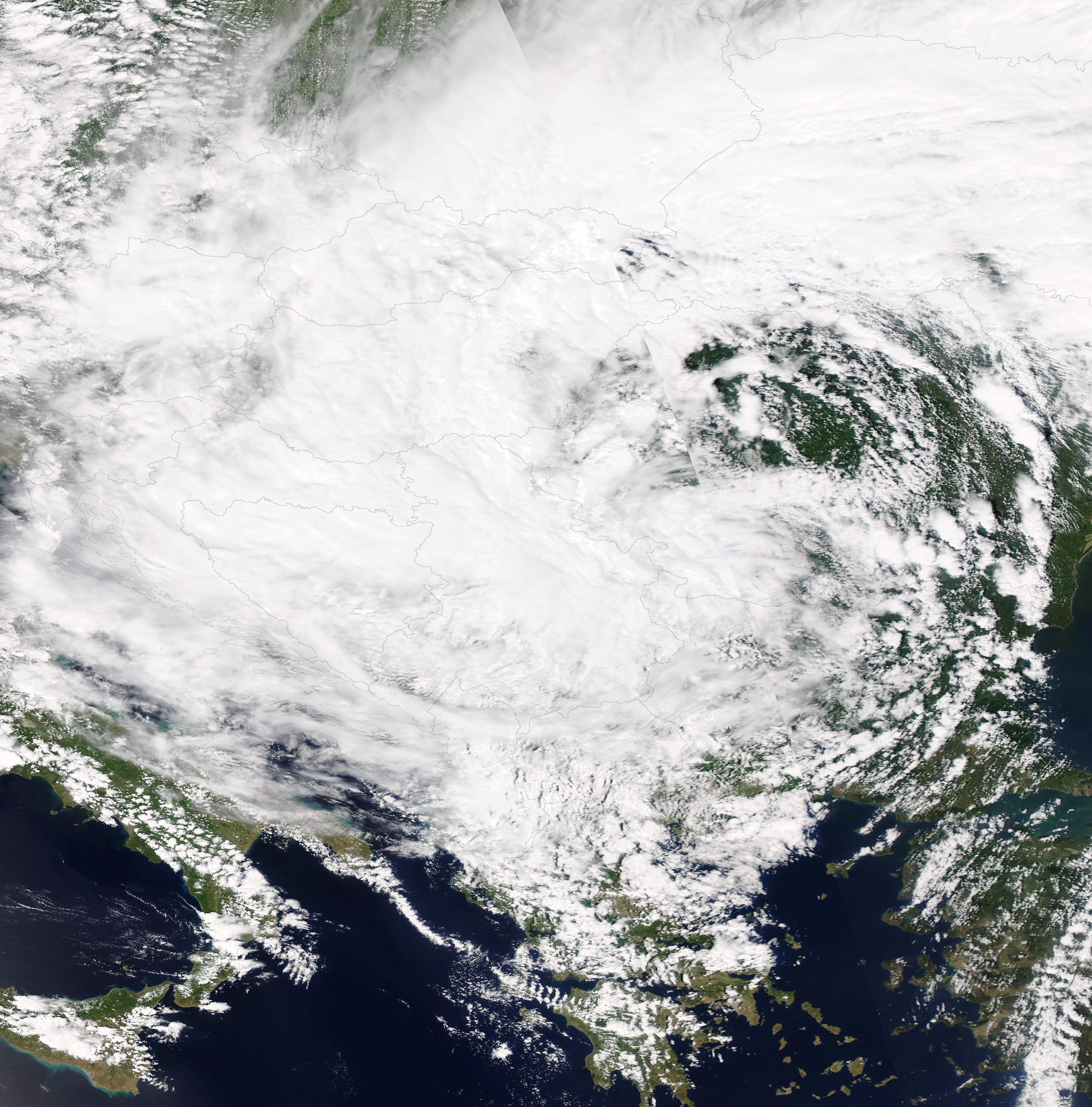
L'impact de la tempête Yvette en Europe de l'Est et du sud (les 13-18 mai 2014)

Les inondations ont été particulièrement aiguës dans le județ de Harghita, où l'inondation a frappé la ville d'Odorheiu Secuiesc et les localités environnantes de la mi-août à la fin du mois. Le pic des inondations a été atteint du 24 août au 25 août, avec dix personnes décédées, cinq personnes portées disparues et 1 400 foyers inondés. D'autres régions touchées notablement en fin août sont les départements de Mureș, de Prahova et de Bistrița-Năsăud. La ville de Târgu Mureș, un centre régional important, a subi la montée des eaux de la Târnava, même si on n'a pas relevé de dommages significatifs, causés aux infrastructures. Dans la région du Nord-Ouest, les județe de Bihor et Cluj ont été également touchés, mais à une moindre échelle qu'à Harghita. Dans le județ de Cluj, plus de 100 maisons ont été inondées, autour de la ville de Turda. Les lignes de chemin de fer ont également été fermées dans le département. Les localités de Popești, de Suplacu de Barcău et de Valea lui Mihai ont été aussi touchées dans le Bihor.
À la mi-août, la région Nord-Est de la Roumanie a été sévèrement atteinte, avec 1 473 personnes évacuées de leurs domiciles dans les départements de Iași, de Suceava et de Botoșani depuis le 16 août. Dans le département de Suceava, 555 kilomètres de routes et près de 600 ponts ont été inondés, ainsi que 520 maisons, dont 16 ont subi des destructions sévères. Enfin, plusieurs réseaux de communication ont été touchés, notamment les câbles électriques et les fibres optiques.
- Pendant la canicule européenne de 2007, des dizaines de décès ont été relevés[16],[17]

- La vague de froid de l'hiver 2012 en Europe : 80 personnes sont mortes[18],[19],[20]. Dans certaines régions, l'épaisseur de la couche de neige a atteint 5 m[21]. Le 11 février, le Danube a totalement gelé.

Les températures les plus basses de cet hiver-là, entre moins 20 et moins 26,2 degrés Celsius ont été enregistrées le samedi matin dans plusieurs endroits à Covasna. Selon les représentants de la station météorologique de Întorsura Buzăului, les valeurs de température ont descendu samedi matin jusqu'à moins 26,2 degrés Celsius, qui est la température la plus basse enregistrée cet hiver-là dans la région. Touché par la vague de froid sibérien en provenance de Russie, le littoral roumain s’est transformé totalement en glace. Le 2 février 2012, la côte de la mer Noire a gelé à la suite de températures négatives, situées entre −15 °C et −2 °C, de la semaine précédente.
- Lors des inondations européennes de 2013, les provinces de la Roumanie les plus touchées ont été la Transylvanie, la Bucovine et l'Olténie aussi bien que la partie est de la Moldavie. Neuf personnes sont mortes et 6 900 personnes ont été évacuées[22],[23]. Les pluies ont continué pendant plusieurs semaines, causant des dégâts matériels supplémentaires et l'inondation de plus de 3 000 hectares de surfaces agricoles[24].

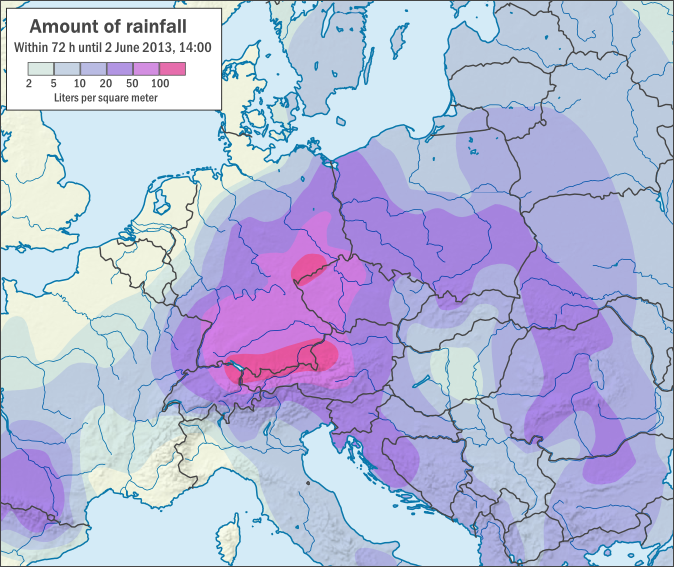
Carte montrant la quantité de pluie tombée en Europe centrale pendant le 2 juin 2013

Le département le plus touché a été celui de Galați où 3 343 maisons, mais aussi de nombreuses fermes et infrastructures publiques ont été endommagées ou détruites par l’équivalent de deux mois de pluie tombée en quelques heures.
Le niveau d’eau de la rivière Prut a fortement augmenté, et près de 1 500 fermes ont été inondées[réf. souhaitée]. Dans les semaines suivantes, 700 maisons ont été inondées dans 12 villages. Le village le plus durement touché a été celui de Cudalbi, où 500 maisons ont été inondées et 200 personnes évacuées. Une personne a aussi perdu la vie.
- Durant les inondations en Europe du Sud-Est de 2014 (troisième inondation majeure survenue en Roumanie depuis fin avril 2014), plus de 8 000 personnes sont isolées et 2 000 hectares de terres sont submergés par les eaux. 125 villages sont affectés par les eaux en à peine deux jours[27],[28]. Au total, une trentaine de routes ont été fermées ou partiellement détruites par les eaux et la vase[29]. Sur le Danube, une zone entre les Portes de Fer et Zimnicea, est placée en alerte aux crues[30]. Dans le județ de Vrancea, un homme de 50 ans est emporté par l'inondation et retrouvé mort le lendemain[31]. Bucarest est dévasté par des pluies torrentielles accompagnées de grêle et de rafales de vent. De nombreuses routes sont inondées, des arbres sont arrachés, et une épaisse couche de grêlons paralyse les transports de la capitale[32],[33].

### Désertification du sud de la Roumanie
Le phénomène de désertification connaît une grande ampleur dans le sud de la Roumanie. Dans le département de Dolj, un tiers des terrains cultivables sont déjà arides et les spécialistes affirment que chaque année plus de mille hectares sont déjà recouverts de sable. La statistique est inquiétante, pensent les représentants de l'Office pour Les Études Pédologiques qui avertit que l'Olténie se transforme lentement, mais sûrement, de la région ayant les plus grandes récoltes de céréales de la Roumanie dans un petit Sahara,.
À la place des champs riches en céréales d'il y a quelques dizaines d'années, des dunes sont apparues dans le département de Dolj. À cause du régime pauvre en précipitations et des températures très élevées des dernières années, le sol se transforme en sable. Dans le village de Sadova, plus de 2 000 hectares sont recouverts de sable, soit plus de la moitié du total des terrains agricoles de la commune. Les agriculteurs pensent se réorienter vers des cultures exotiques, appropriées au nouveau type de sol et de climat.
Selon Vasile Toma, secrétaire scientifique dans la station de recherche de Dăbuleni, les températures ont augmenté ces dernières années de 0,2 degré Celsius annuellement, ce qui est trop pour la région. Et cela a provoqué des problèmes pour la culture des pommes de terre et des tomates, mais cela nous a permis d'acclimater de nouvelles espèces comme les patates et le kiwi ou même les cacahuètes.
Pendant les cinq dernières années, les autorités de Dolj ont fait y planter 2 500 hectares de forêts pour arrêter le phénomène de désertification. « Mais ce n'est qu'une goutte d'eau dans l'océan », affirment les spécialistes. Il faudrait aménager de véritables rideaux de protection pour prévenir le phénomène d'érosion de chaque terrain agricole, selon Octavian Popa, conseiller dans le cadre de l'Agence pour la Protection de l'Environnement, Dolj.

### Le delta du Danube face aux changements climatiques

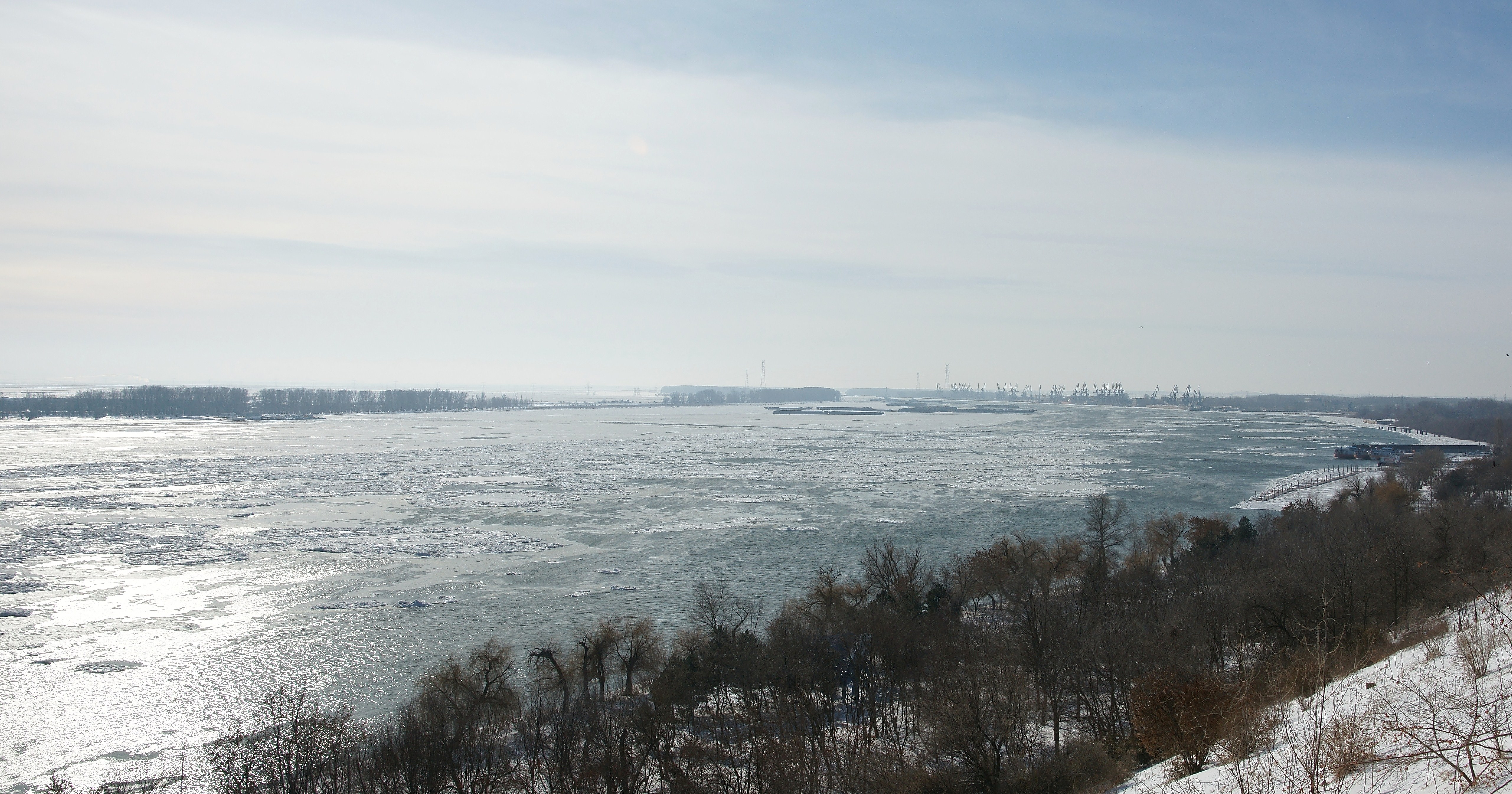
Février 2012: le Danube en débâcle après le gel hivernal, à Galați.

Le delta du Danube est la région géologiquement la plus jeune de la Roumanie : le liman du Danube formé il y environ 7 000 ans est, depuis, en voie de comblement progressif : c’est une « plaine en formation ». Le Delta du Danube a été en grande partie polderisé et endigué sous le dictature communiste sans qu’aucun géologue, hydrologue ou autre scientifique puisse exprimer des suggestions, de sorte que les bălți et les plauri (zones d’absorption des crues, frayères et zones de pêche) ont laissé place à ces champs où remonte l’été, en période d’étiage, l’eau marine saumâtre et où se forment, lors des pluies, des mares temporaires d’eau douce propices à la proliférations des taons, éristales et moustiques qui n’ont plus de prédateurs. La pêche, jadis secteur économiquement prospère, s’est effondrée. Une réserve de biosphère a été mise en place pour tenter de restaurer les milieux.
Lors de l’augmentation des quantités de précipitations, provoquée par les phénomènes météo propres au printemps et à l’été, le débit des eaux du Danube peut monter et déborder les digues, en inondations qui modifient encore le relief versatile du Delta. Par ailleurs la salure des sols en été peut être mise en relation avec la montée du niveau de l’Océan planétaire, donc de la Mer Noire également, due à la fonte de la calotte glaciaire sous l’influence du réchauffement climatique : cette montée fait diminuer la superficie de la terre ferme du Delta du Danube, et modifie le tracé de la côte du Delta,,.
Tous les changements climatiques actuels provoquent des modifications significatives dans la biodiversité du Delta, mettant en danger les nombreuses espèces rares, donc extrêmement précieuses, de plantes et surtout d’oiseaux, de mammifères et de poissons qui peuplent les bouches du Danube et qui constituaient une fierté de la Roumanie.

## «Le delta» de Bucarest
Le lac de Văcărești est un lac artificiel de Bucarest, situé dans le secteur 4, d'une superficie de 189 hectares. Initialement, il a été réalisé en tant qu'aménagement de la rivière de Dâmbovița, mais à cause du fait qu'il a été abandonné après 1989 par les autorités roumaines, le lac est devenu depuis les années 1990 une sorte de delta artificiel de la capitale de la Roumanie.

### Formation
Le lac de Văcărești, à Bucarest, a été conçu dans le cadre d'un aménagement complexe aux alentours de la rivière de Dâmbovița, comme le projet initié pour le lac Morii, mais cela a été finalement complété. Le lac de Văcăreşti devrait faire partie du système hydrologique de défense contre les inondations à Bucarest. Les travaux pour la construction ont commencé en 1986 (au cours desquels le monastère local du même nom a été démoli) mais ont été abandonnés après 1989, de sorte que tout reste à ce moment-là l'un des grands projets inachevés de la période communiste.

### Localisation
Le lac de Văcărești a été une fois rempli d'eau de Dâmbovița. Le coût du pompage de l'eau est très élevé et, par conséquent, cette solution pour amener de l'eau de la rivière de Dâmbovița n'était pas rentable. La meilleure solution technique serait que l'eau soit amenée de la rivière d'Argeș, à 27 km de Bucarest, par le lac de Mihăilești. Ce lac est situé à 14 km au sud-ouest de Bucarest, sur la route Bucarest-Alexandria, à l'entrée de Mihăilești. Il a une longueur de 8 km, une largeur maximale de 3 km et une profondeur maximale de 22 mètres. À cette fin, ont été faits 14 km de canal, mais après avoir abandonné les travaux, le projet ne valait pas l'investissement pour les 13 km restants.

### Évolution dans le temps
Pendant plus de 20 ans le lac a été tellement négligé que la zone du lac de Văcărești a été « conquise » par la nature. Maintenant, les alentours du lac sont connues comme Groapa Văcărești (le fossé de V.) et il est alimenté par des sources souterraines, ce qui a permis la croissance d'une végétation diversifiée et l'apparition de beaucoup d'oiseaux (94 espèces), y compris des hérons, aigrettes, cormorans, mouettes, cygnes, foulques, canards colverts, gobemouches noirs, des animaux aquatiques comme les serpents d'eau, tritons, renards, lapins, loutres et des rats musqués, qui survivent dans un écosystème stable,.
Au printemps et en automne il y des migrations. La région joue donc un rôle important pour un certain nombre d'espèces rares d'oiseaux migrateurs. Tout au long des années de différentes espèces d'oiseaux chanteurs, protégés par la législation locale et européenne, sont braconnées. En mars 2013, les autorités locales ont pu récupérer quelques braconniers qui ont capturé un pinson et un verdier. Bien que les oiseaux soient maintenant protégés par la loi, a cause des braconniers ils sont en danger de disparaître.
Actuellement, dans le lac de Văcărești, ce sont des interventions anthropiques qui peuvent affecter la biodiversité et peuvent dégrader de façon irréversible le capital naturel de cette zone naturelle protégée, qui fournit des habitats naturels aux espèces importantes de flore et de faune. Les autorités doivent assurer le maintien du paysage et le caractère récréatif de ce parc naturel.

### État actuel
Le 5 juin 2014, la zone lac Văcărești a été déclarée zone protégée et Parc Naturel de Văcărești par le gouvernement de la Roumanie.

## Galerie

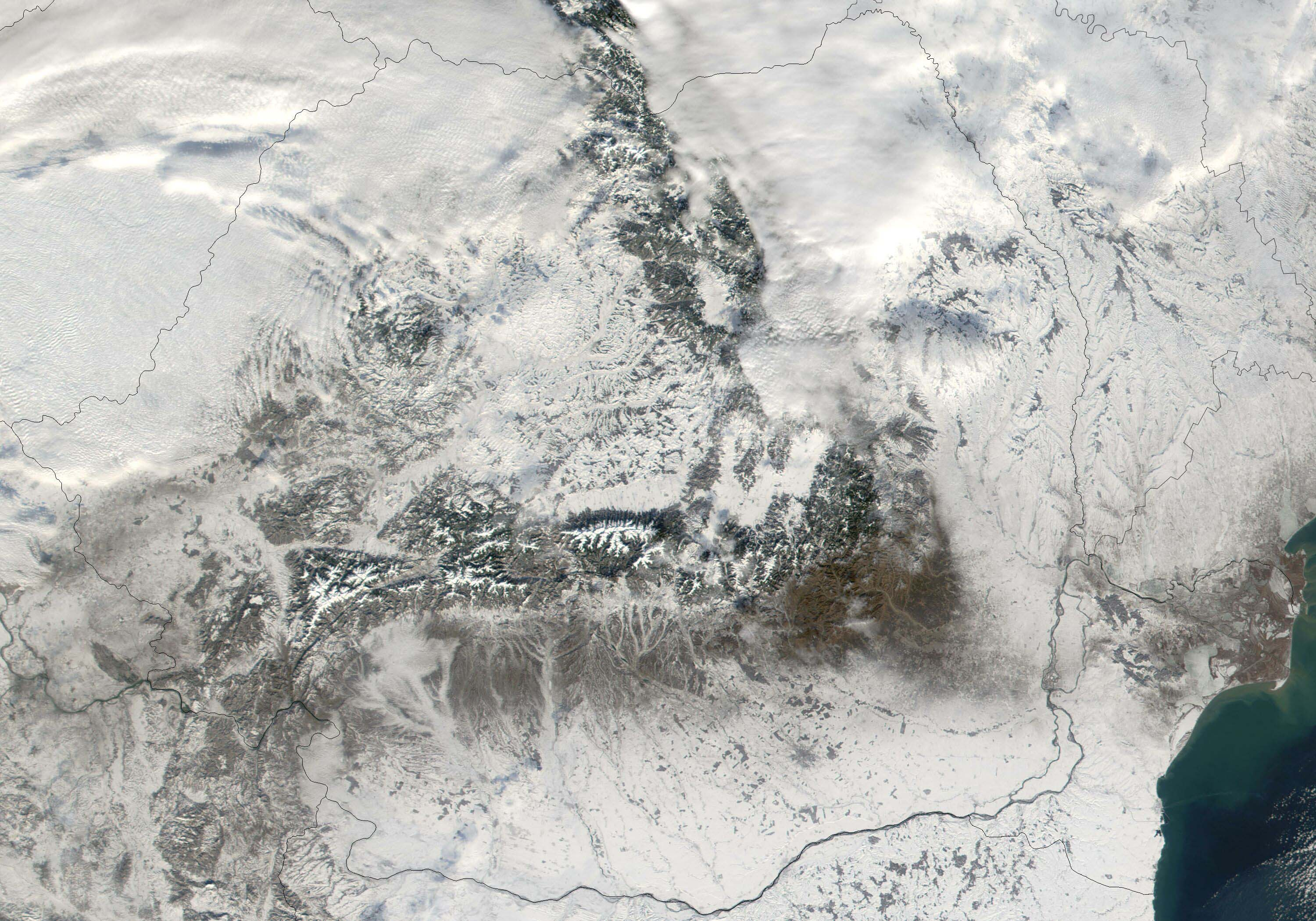
La Roumanie en hiver, vue de satellite en 2001
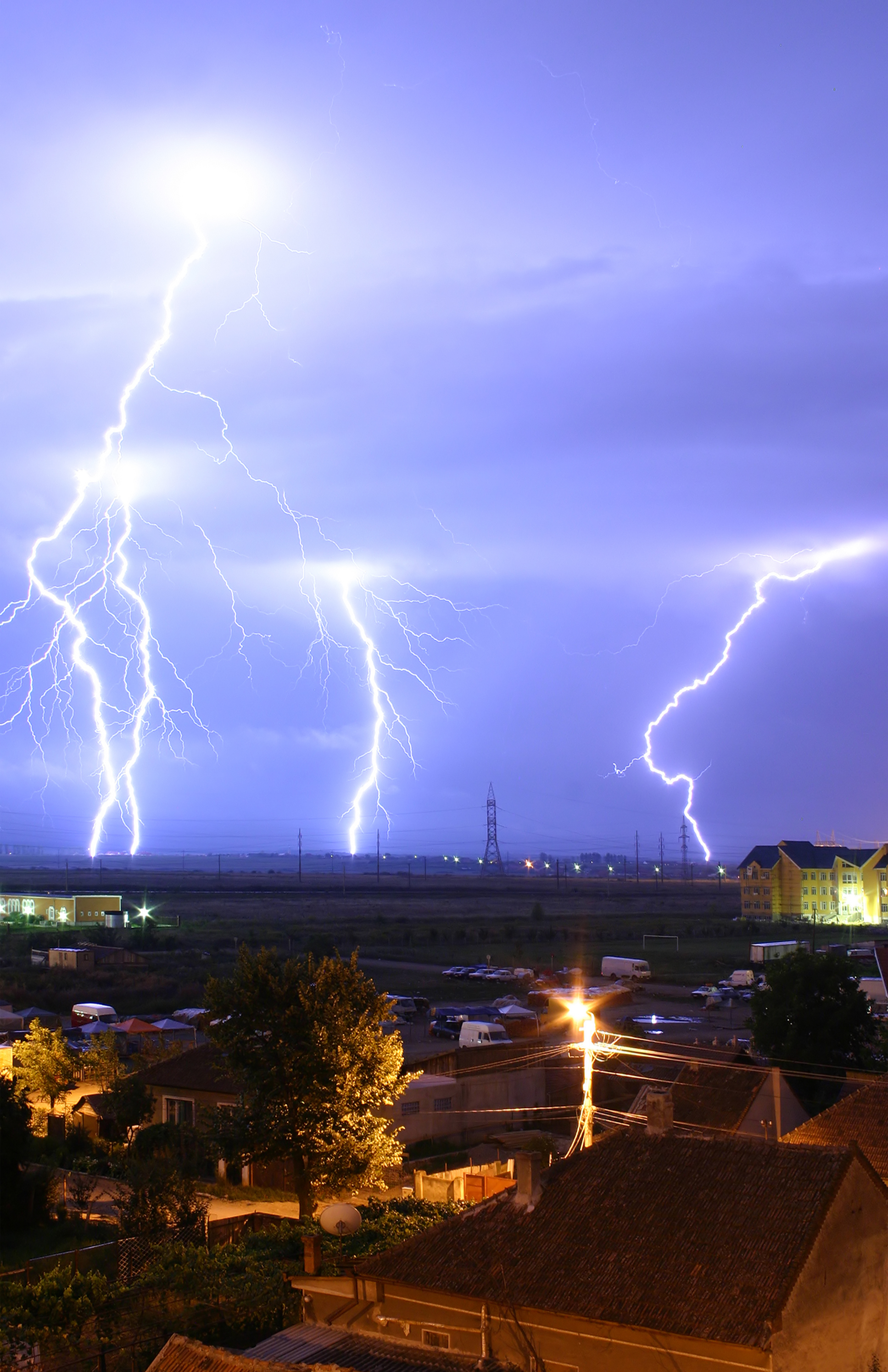
Orage sur la ville d'Oradea, au nord-ouest de la Roumanie
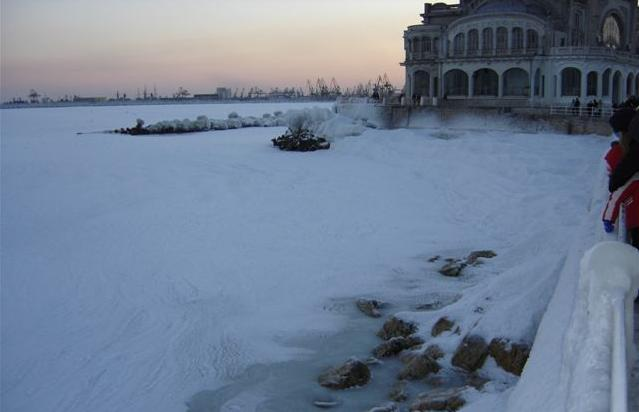
La mer Noire blanchie par le gel (2006) à Constanța
- L'hiver 2012 à Bucarest
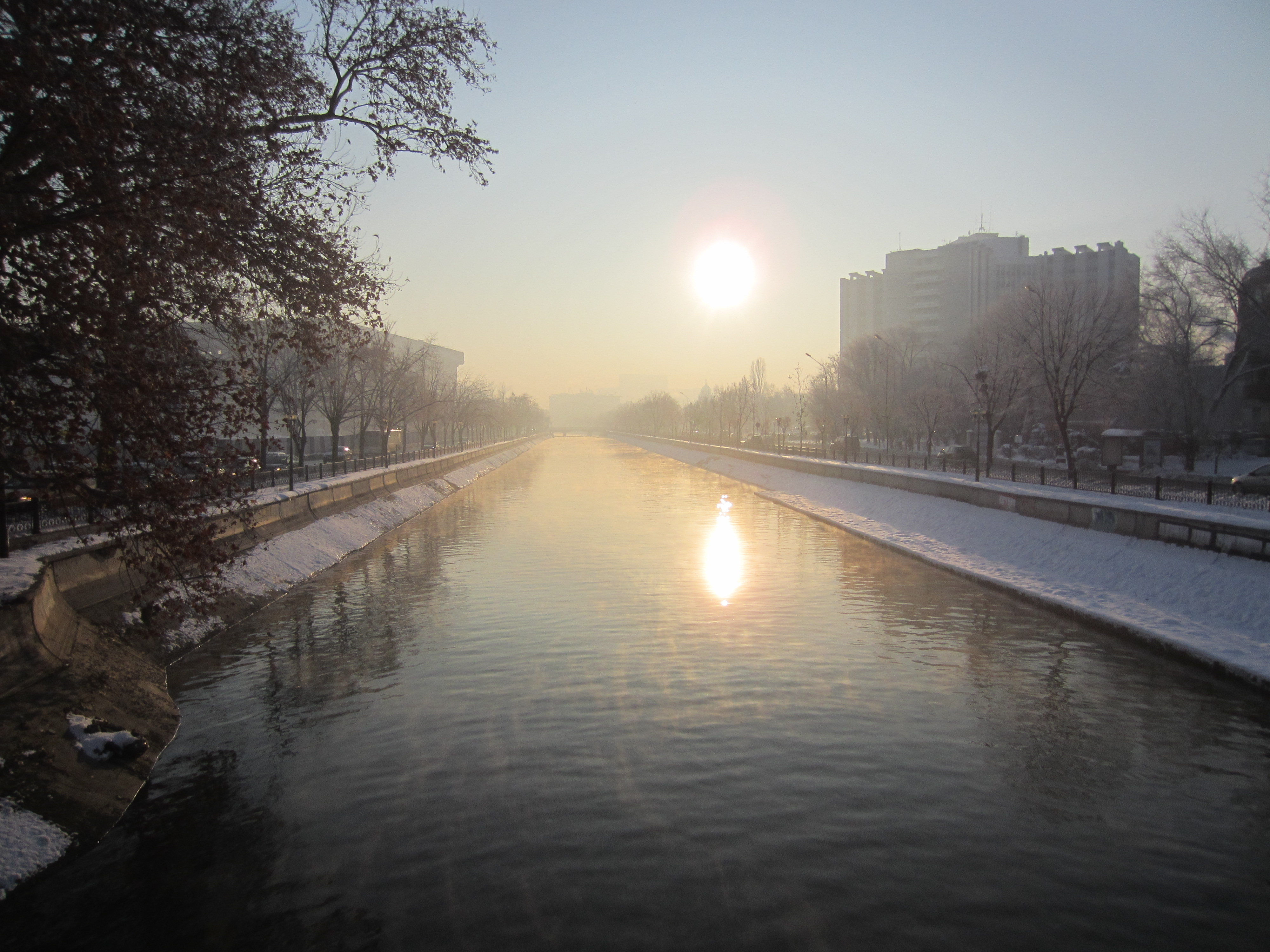
Idem
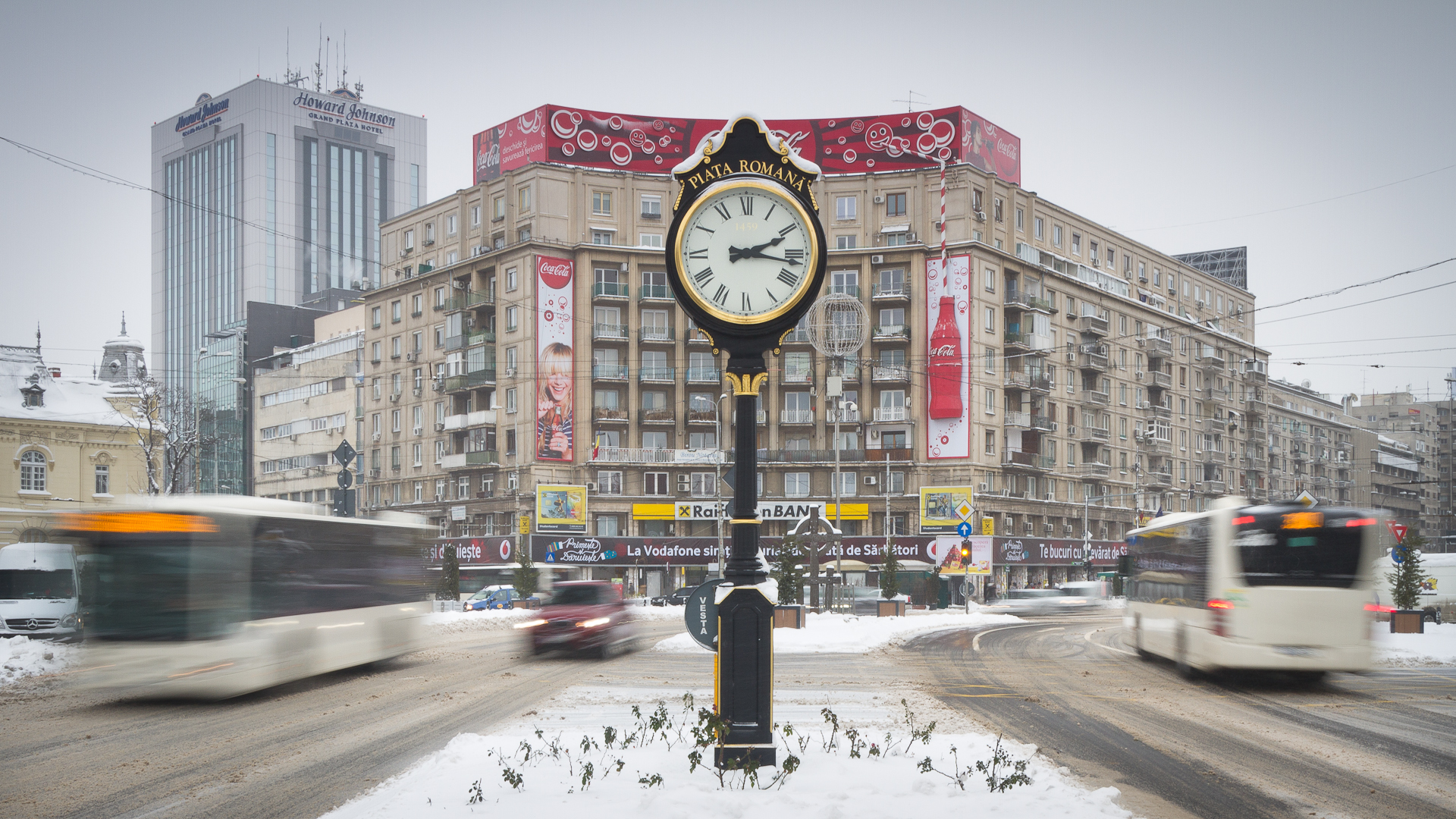
Idem, centre-ville
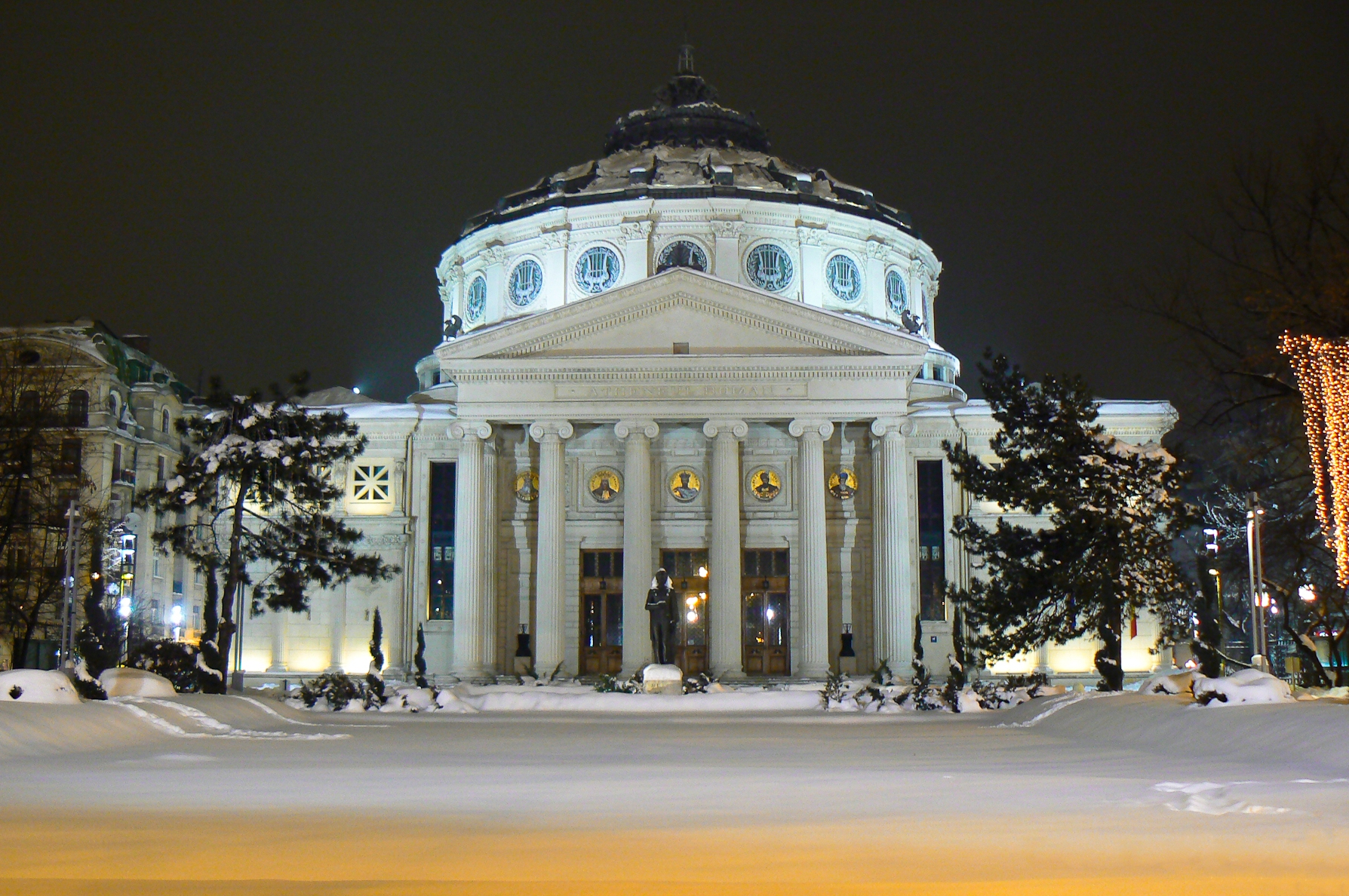
Idem, Athénée de Bucarest
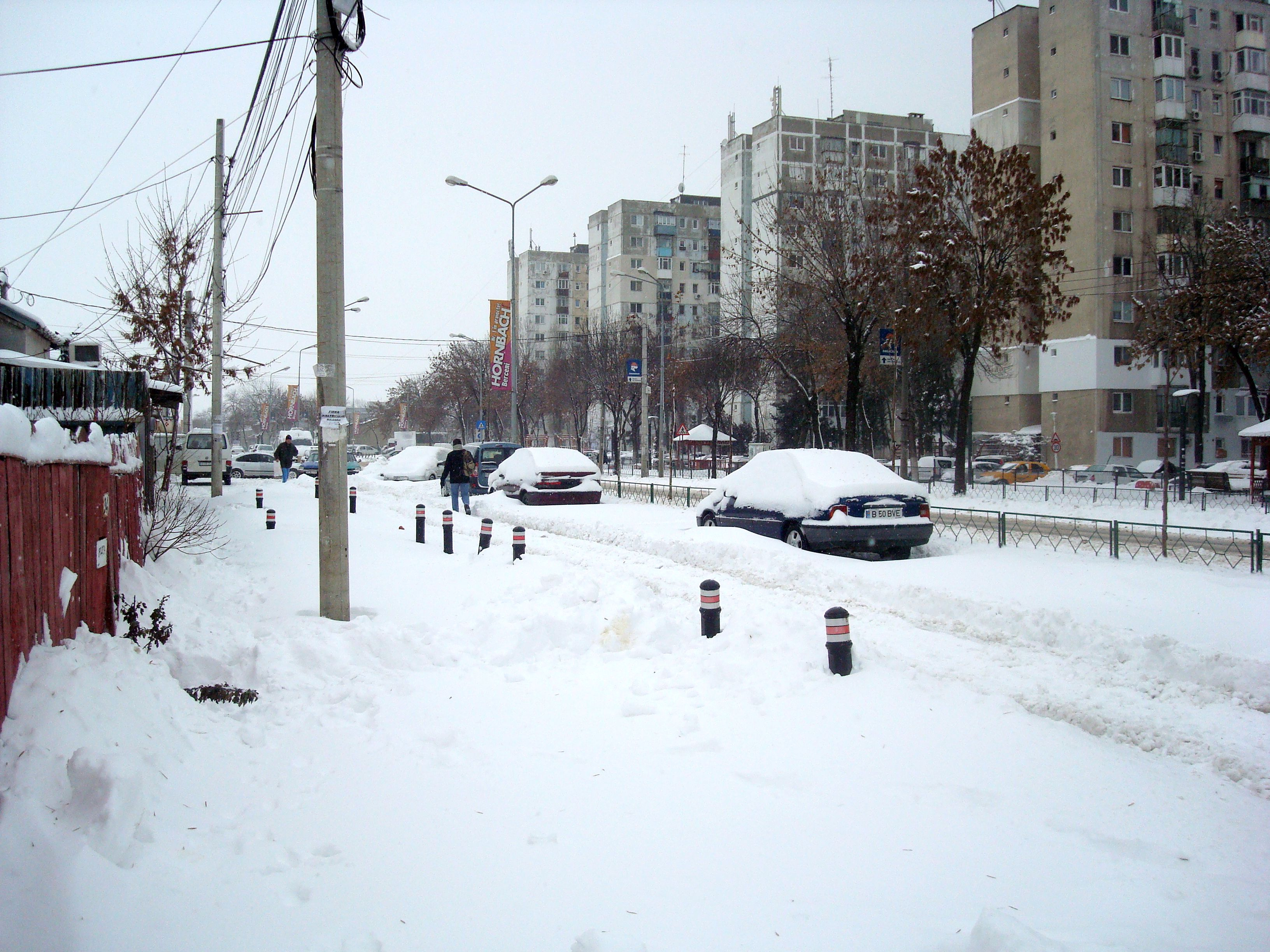
Idem en banlieue
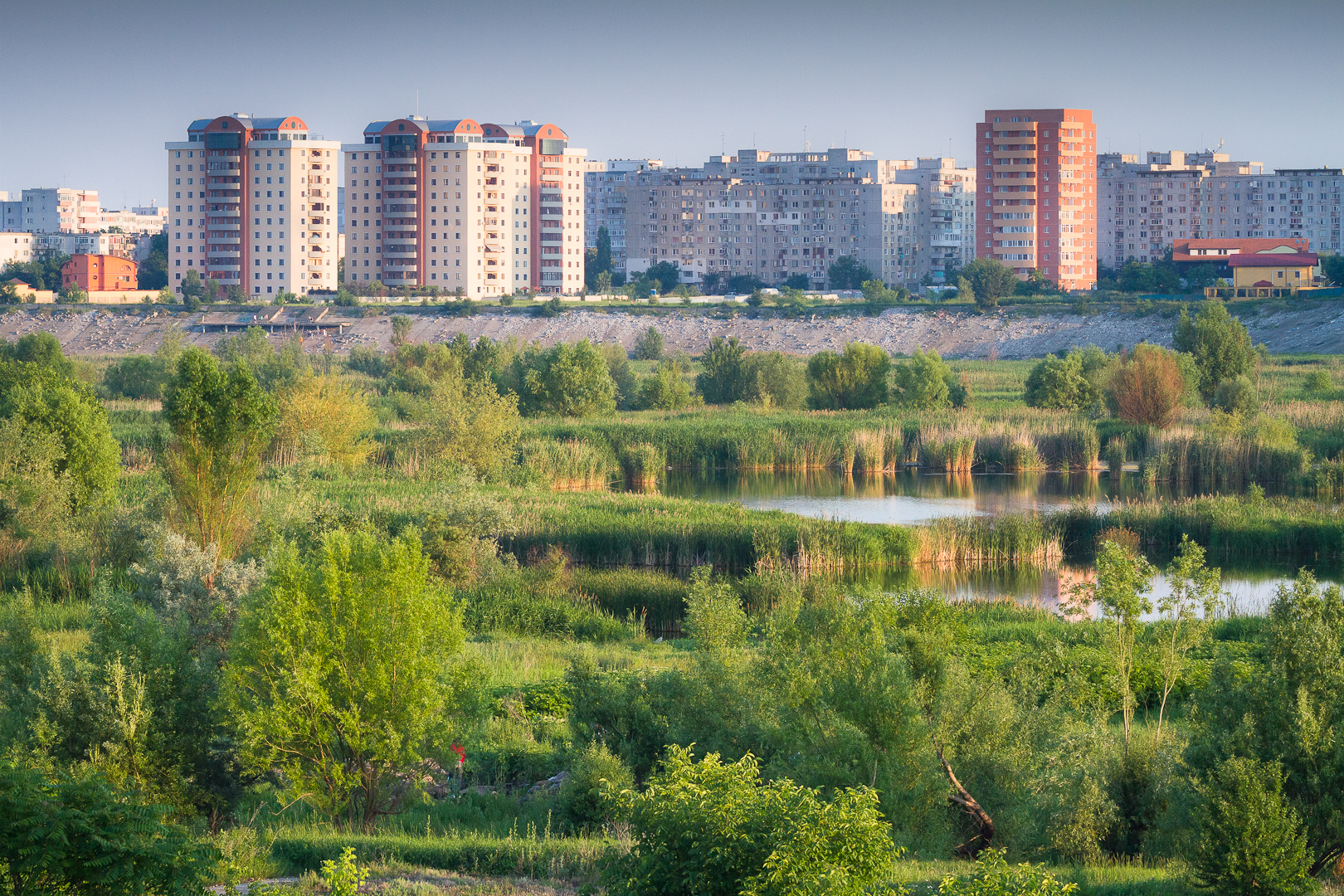
Le lac Văcărești, l'été 2014, surnommé le « delta de Bucarest »
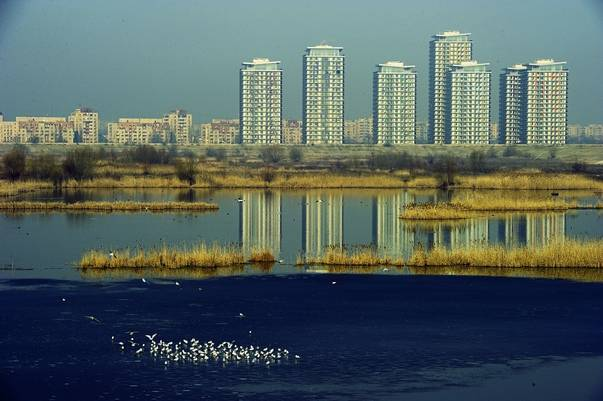
Idem, avec des « clapiers à lapins » en arrière-plan
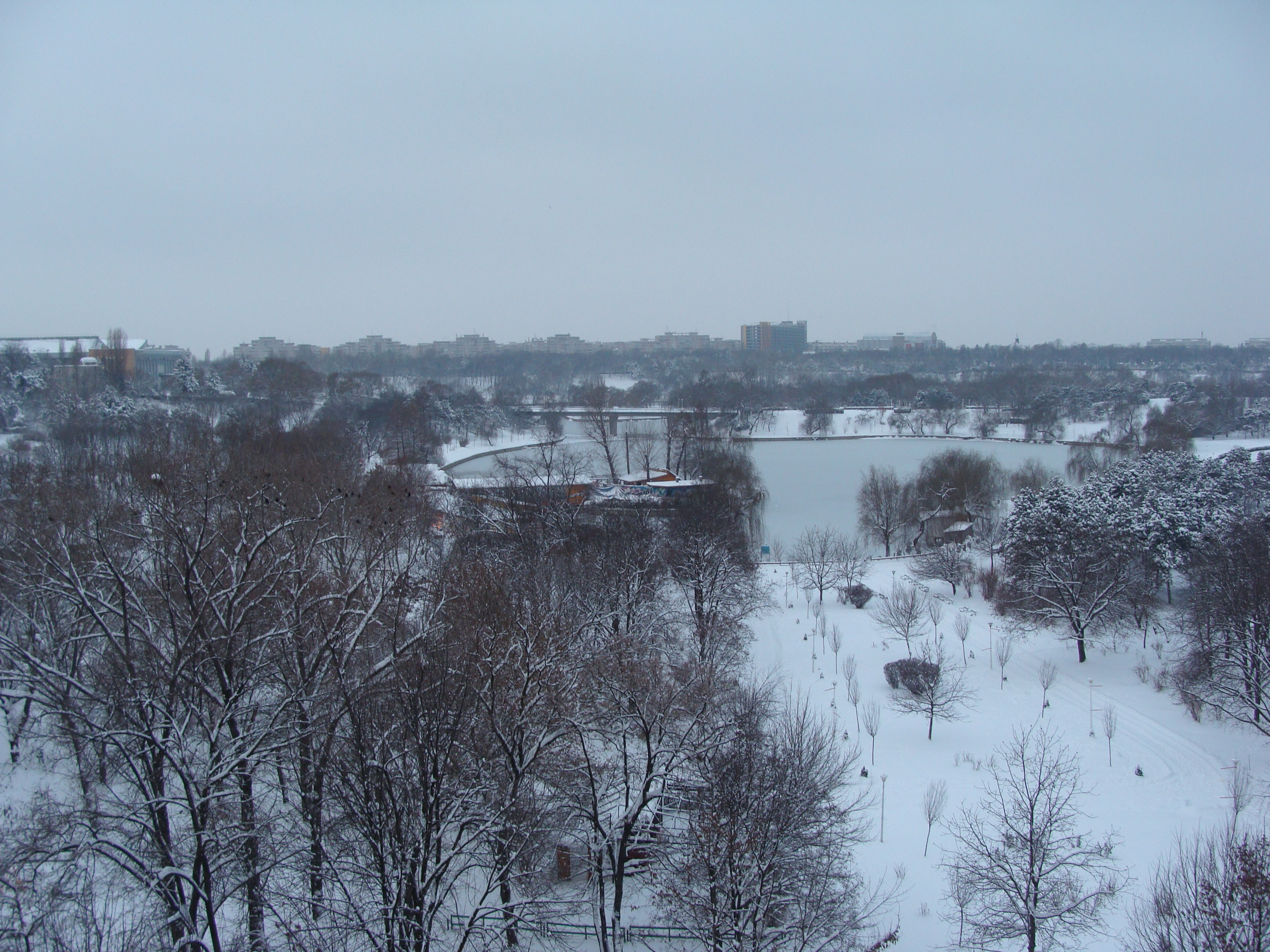
Hiver 2014, parc de la Jeunesse de Bucarest
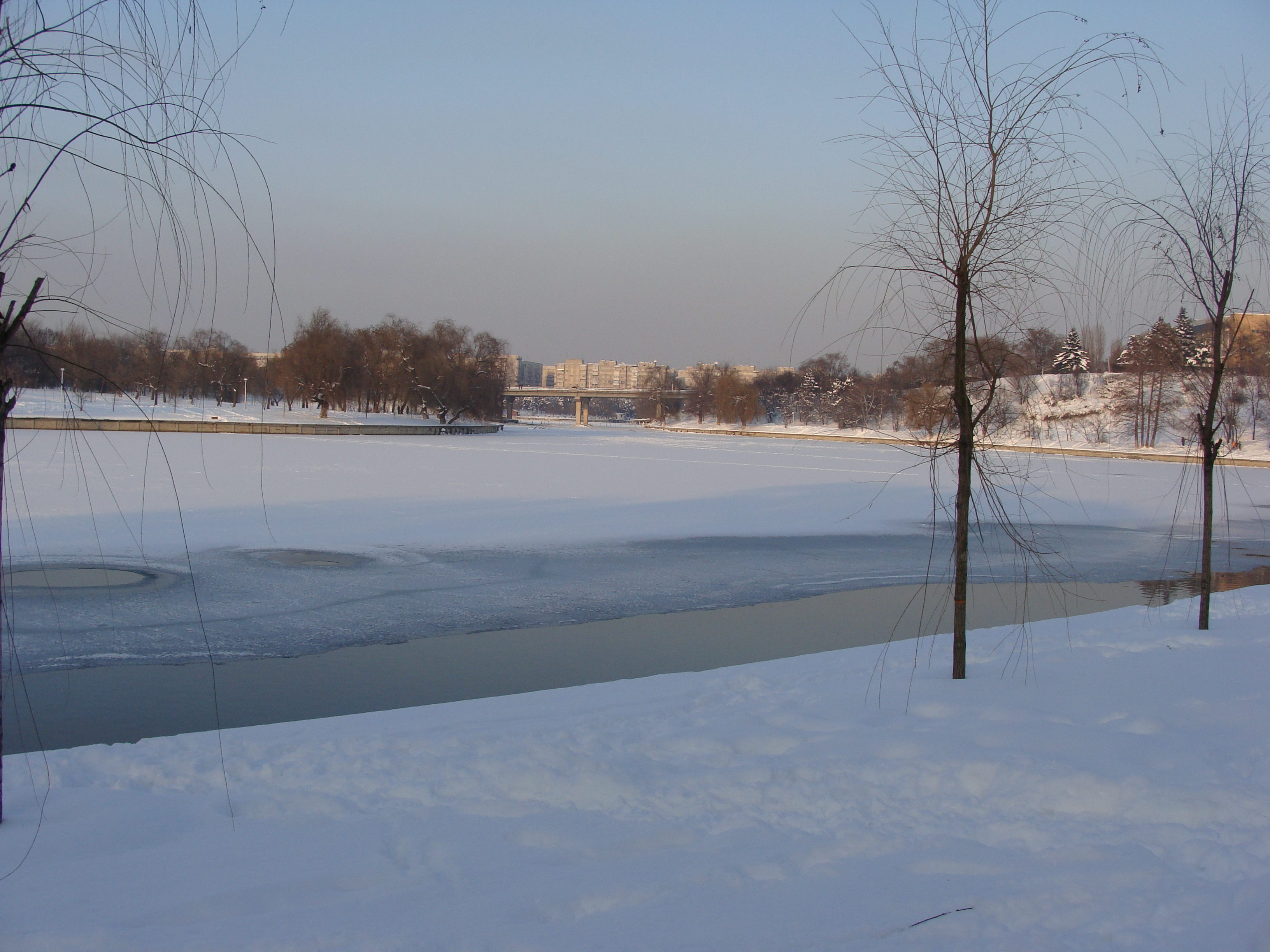
Idem
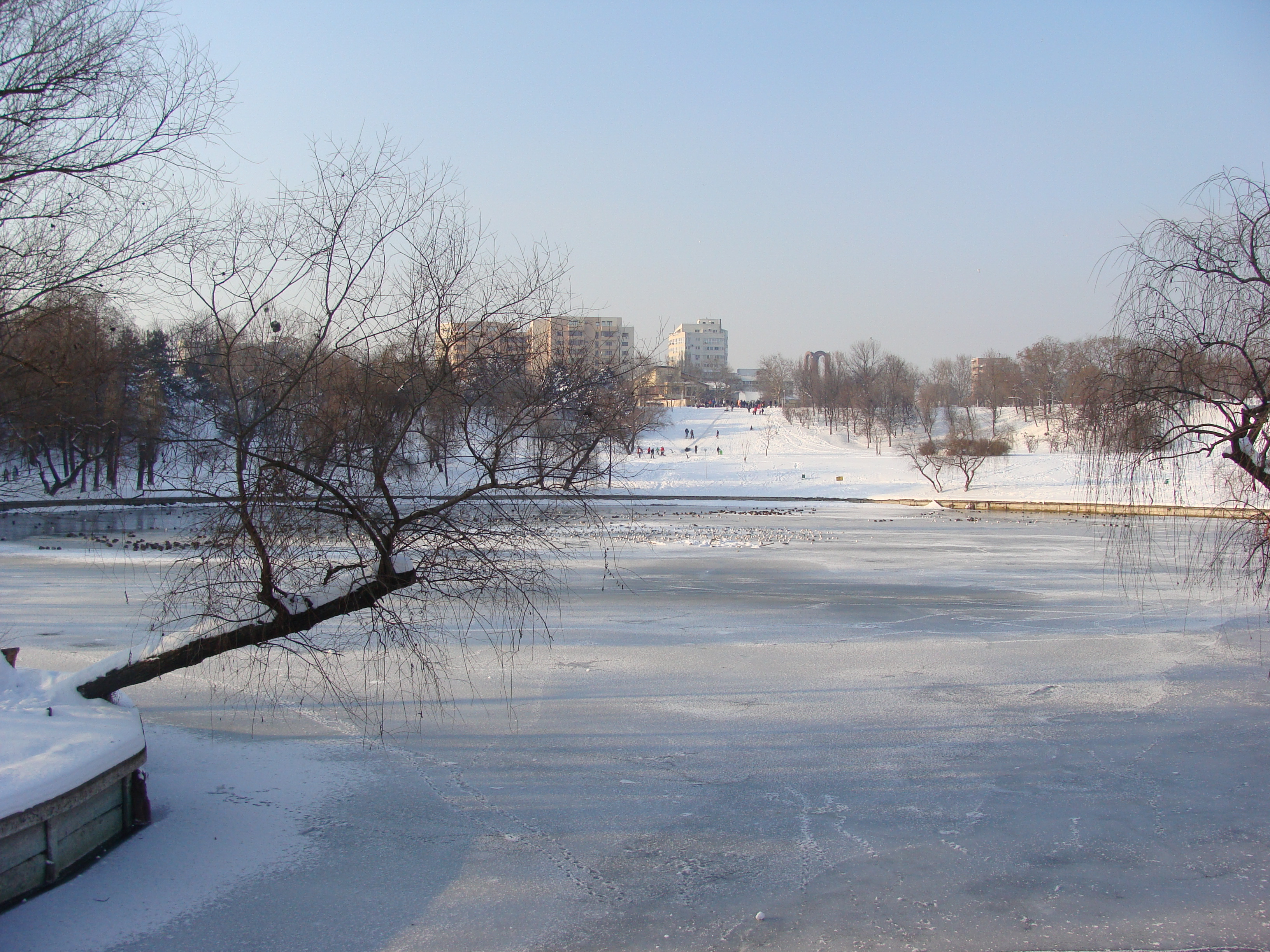
Idem
- L'hiver 2014 à Bucarest
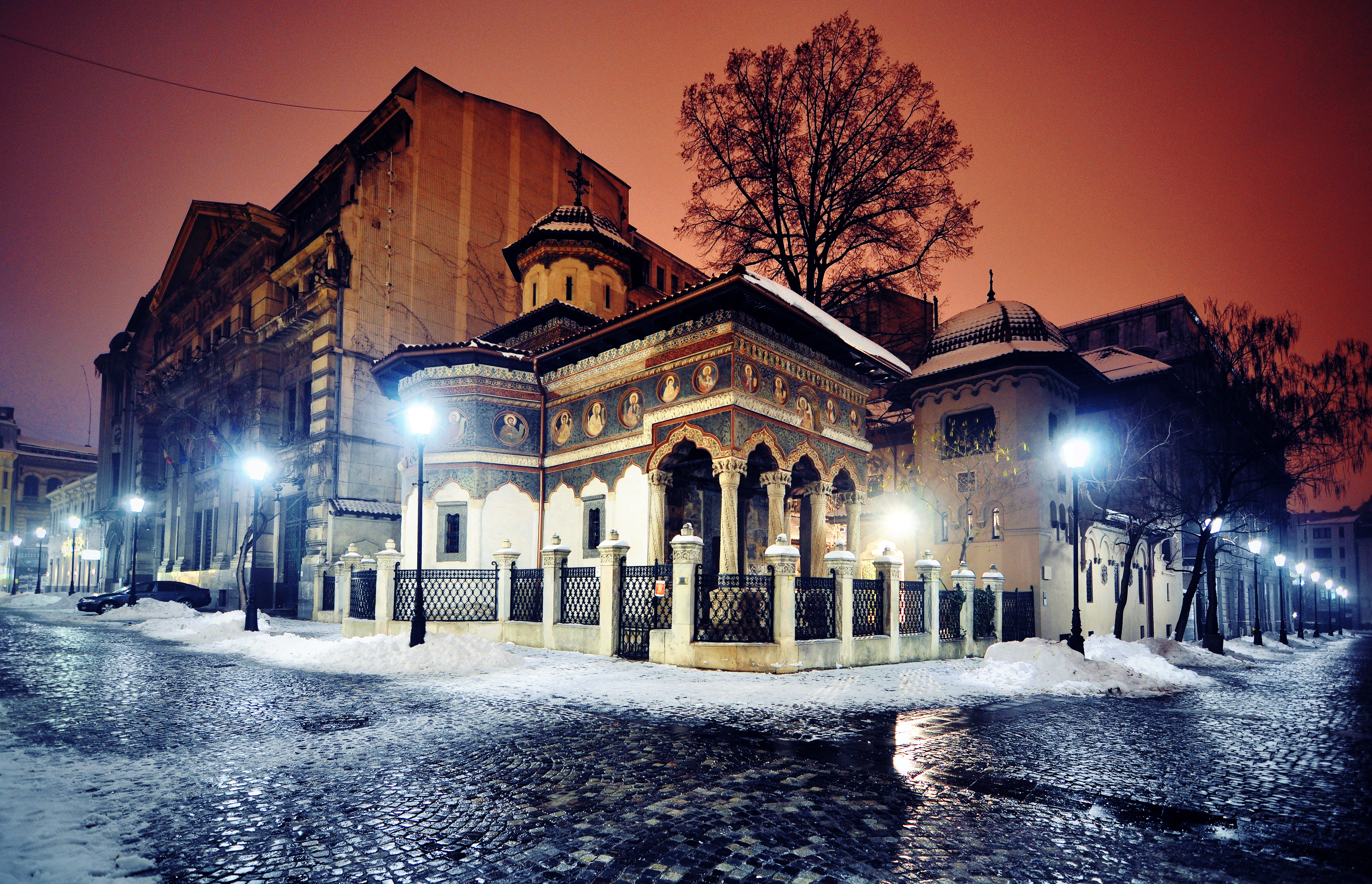
Idem (Église Stavropoleos)
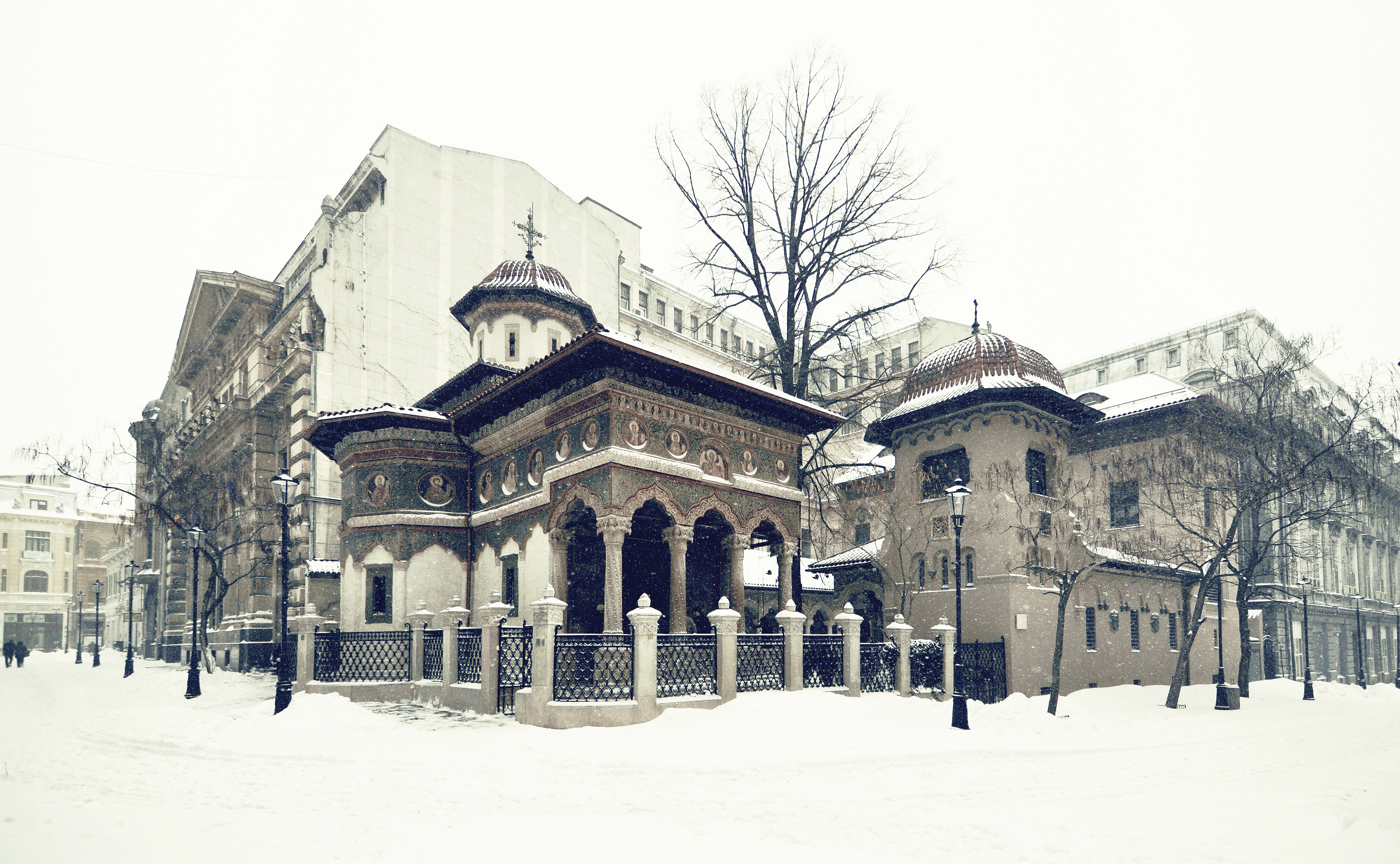
Idem
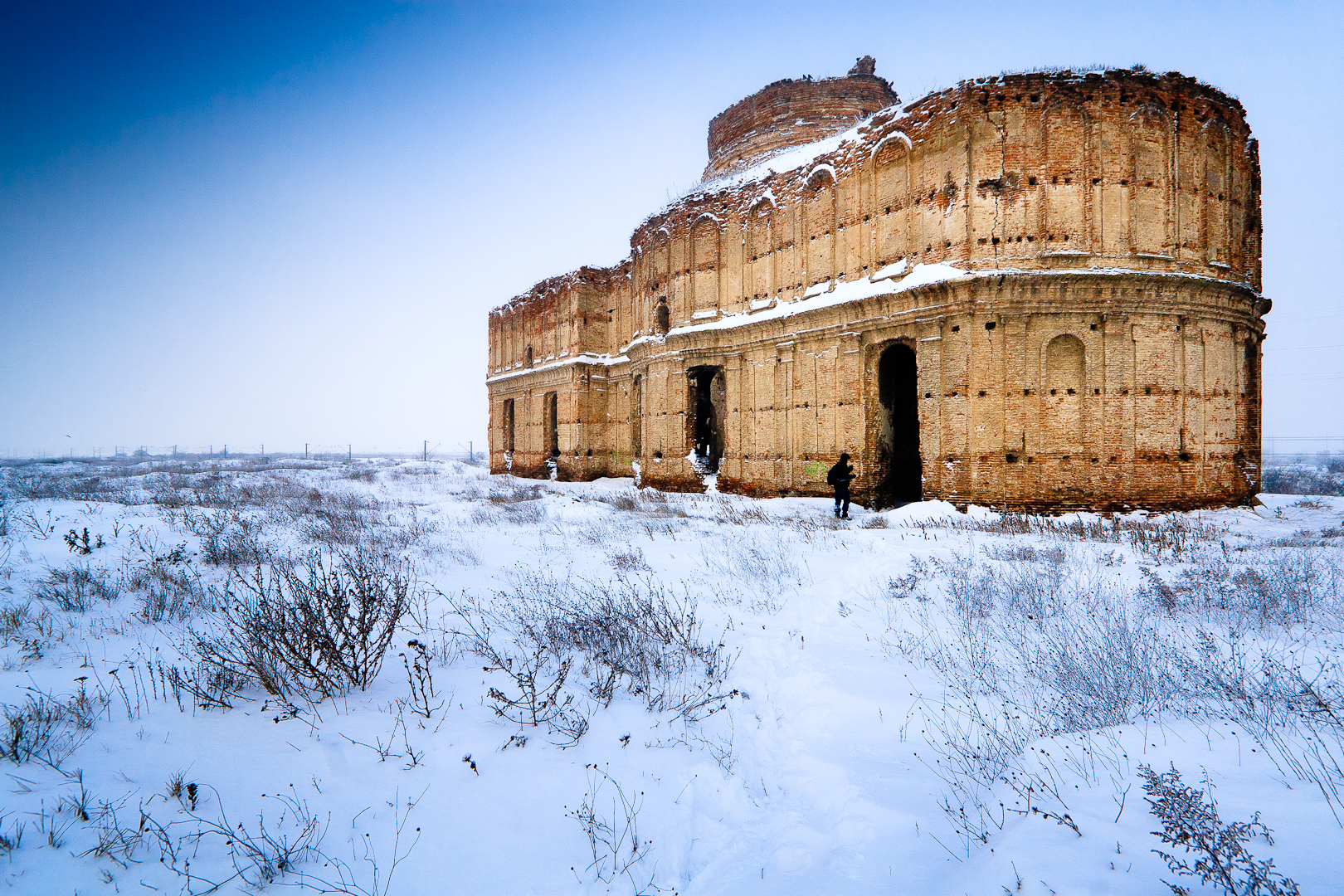
Idem, monastère de Chiajna
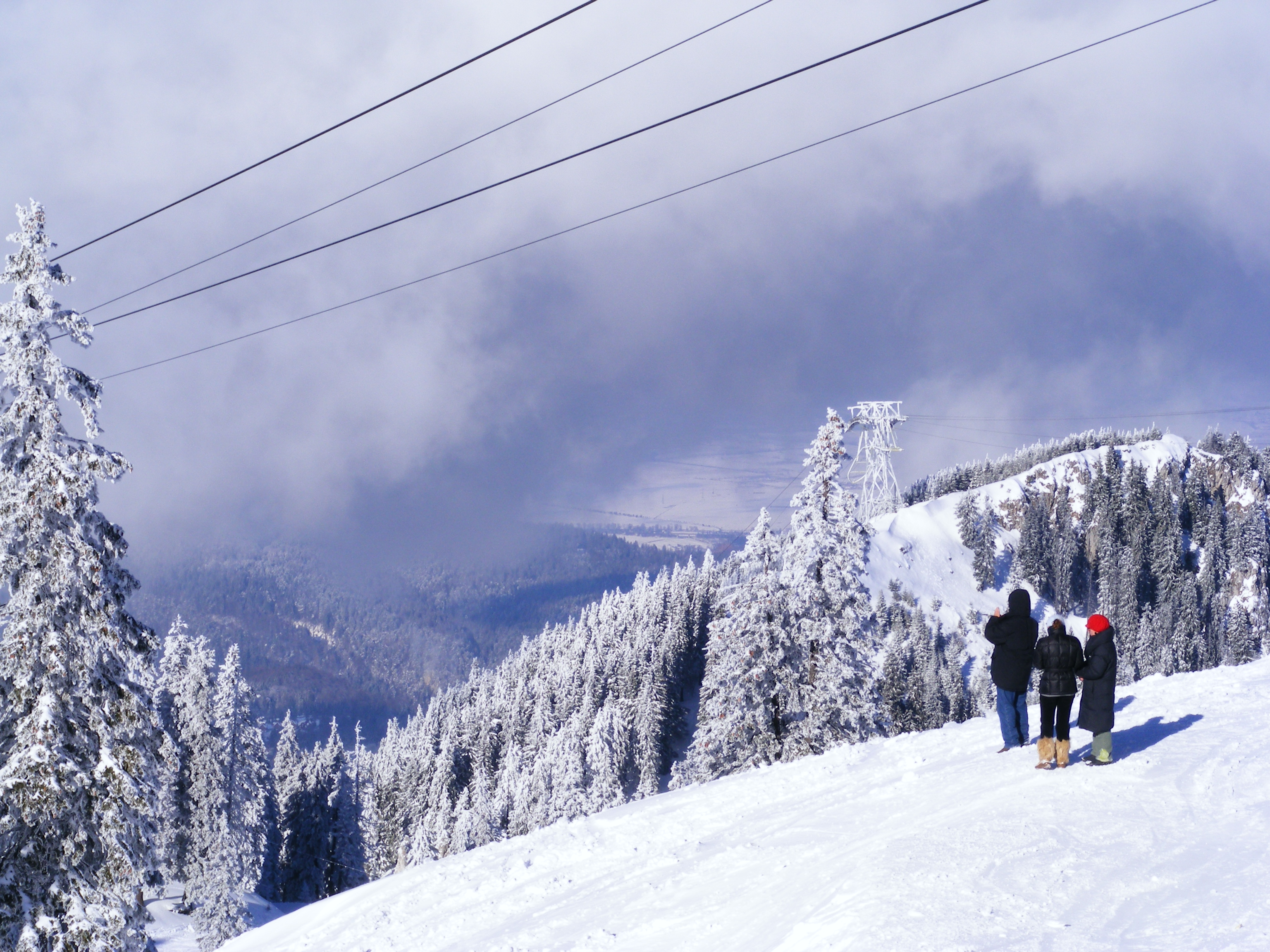
L'hiver dans les Carpates
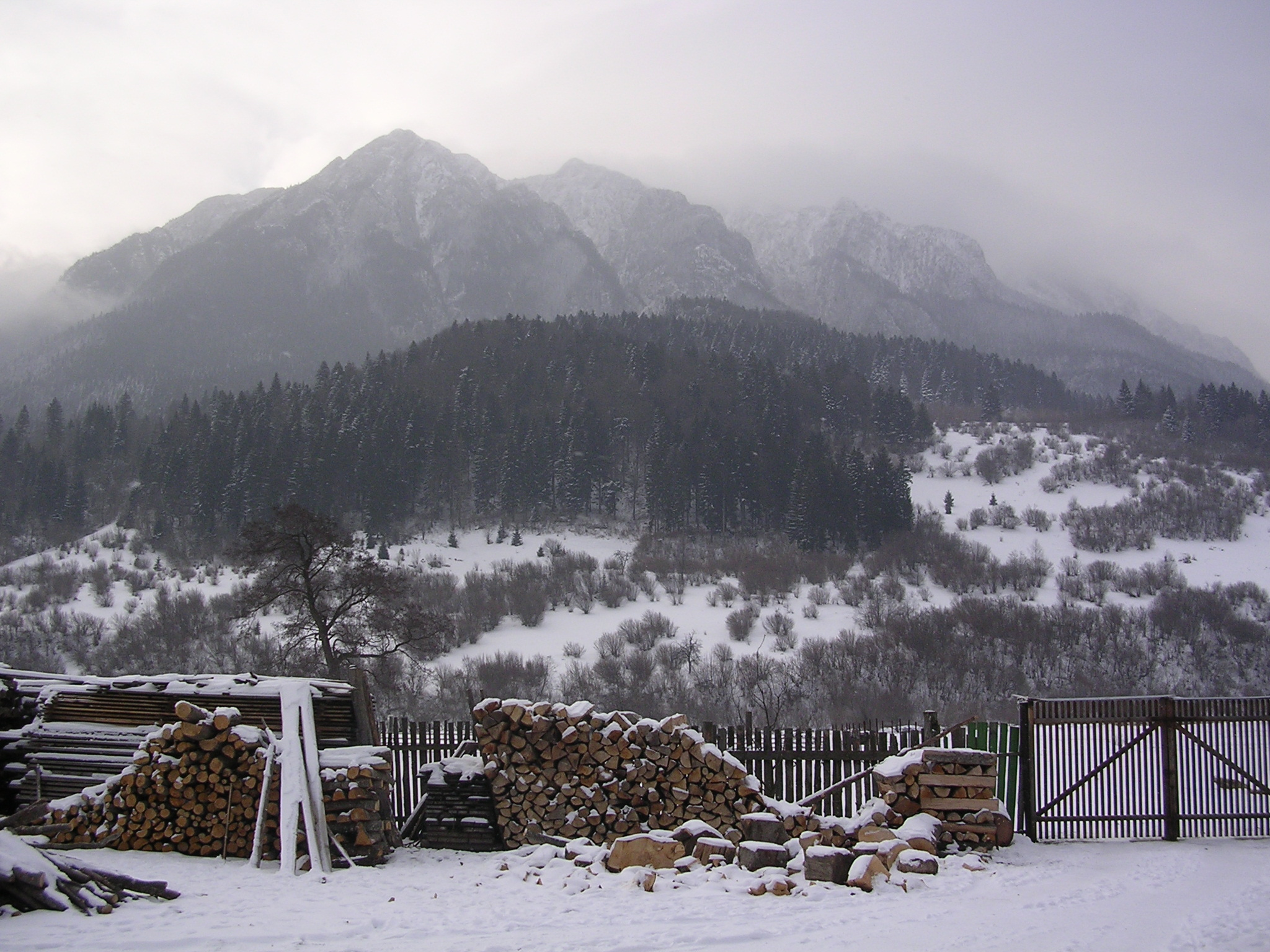
Zărnești dans les Carpates
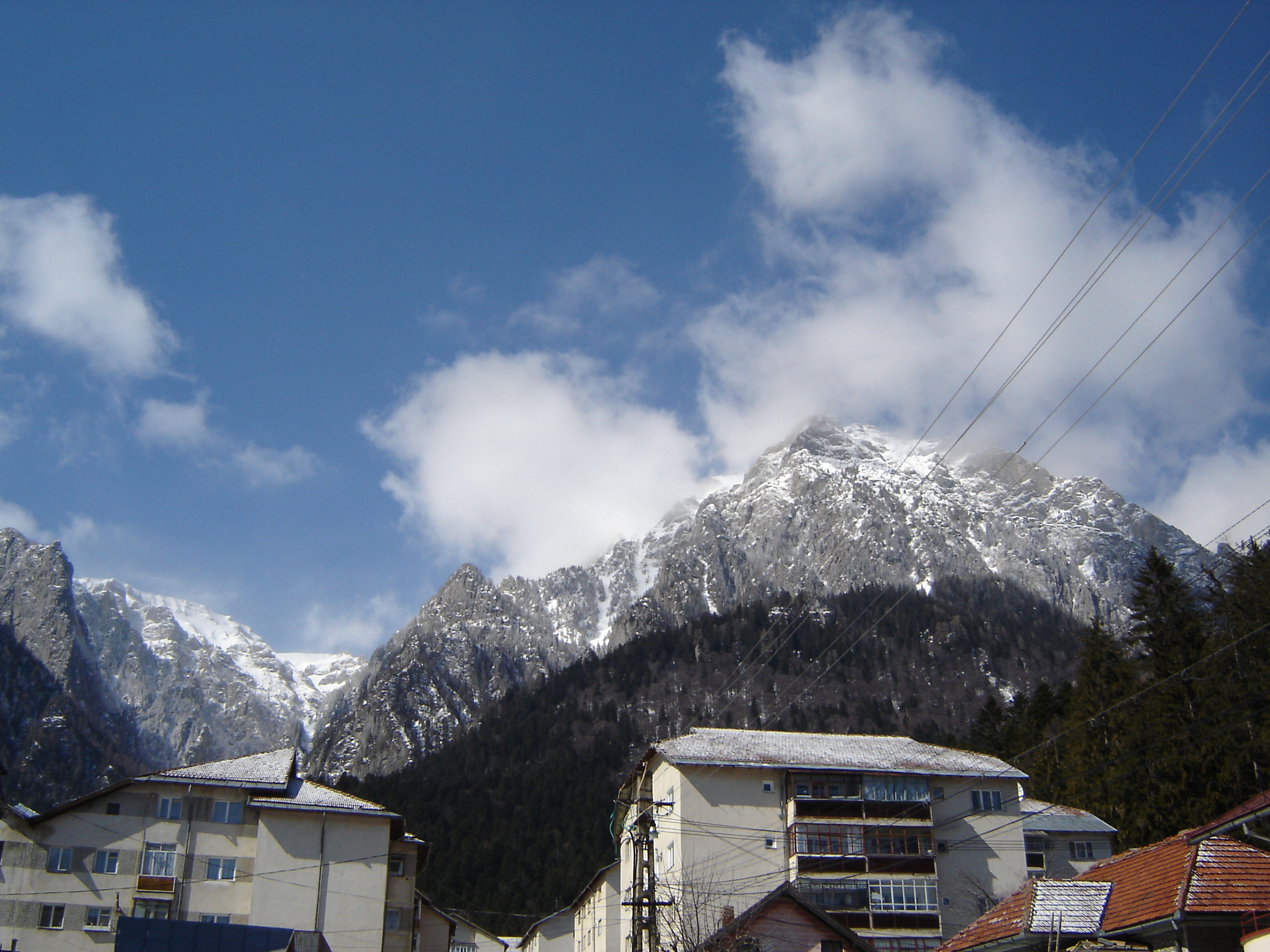
Le sommet du Caraiman dans les Carpates

### Articles annexes
- Pluie
- Tornade
- Cyclone extratropical
- Tempête de neige
- Dépression (météorologie)